# فهرست سیارک‌ها (۱۸۹۰۰۱–۱۹۰۰۰۱)
فهرست سیارک‌ها (۱۸۹۰۰۱ - ۱۹۰۰۰۱) فهرست سیارک‌ها از ۱۸۹۰۰۱ تا ۱۹۰۰۰۱ است.
| نام    | نام انگلیسی   | تاریخ کشف       |
| ------ | ------------- | --------------- |
| ۱۸۹۰۰۰ | 4889 P-L      | ۲۴ سپتامبر ۱۹۶۰ |
| ۱۸۹۰۰۰ | 6760 P-L      | ۲۴ سپتامبر ۱۹۶۰ |
| ۱۸۹۰۰۳ | 3009 T-3      | ۱۶ اکتبر ۱۹۷۷   |
| ۱۸۹۰۰۴ | Capys         | ۱۶ اکتبر ۱۹۷۷   |
| ۱۸۹۰۰۵ | 5176 T-3      | ۱۶ اکتبر ۱۹۷۷   |
| ۱۸۹۰۰۶ | 1993 VG7      | ۹ نوامبر ۱۹۹۳   |
| ۱۸۹۰۰۷ | 1995 FW7      | ۲۵ مارس ۱۹۹۵    |
| ۱۸۹۰۰۸ | 1996 FR3      | ۲۶ مارس ۱۹۹۶    |
| ۱۸۹۰۰۹ | 1997 BG5      | ۳۱ ژانویه ۱۹۹۷  |
| ۱۸۹۰۱۰ | 1997 KW3      | ۳۰ مه ۱۹۹۷      |
| ۱۸۹۰۱۱ | Ogmios        | ۸ ژوئیه ۱۹۹۷    |
| ۱۸۹۰۱۲ | 1998 FO98     | ۳۱ مارس ۱۹۹۸    |
| ۱۸۹۰۱۳ | 1998 QD3      | ۱۷ اوت ۱۹۹۸     |
| ۱۸۹۰۱۴ | 1998 QJ55     | ۲۵ اوت ۱۹۹۸     |
| ۱۸۹۰۱۵ | 1998 QH83     | ۲۴ اوت ۱۹۹۸     |
| ۱۸۹۰۱۶ | 1998 RS37     | ۱۴ سپتامبر ۱۹۹۸ |
| ۱۸۹۰۱۷ | 1998 SM136    | ۲۶ سپتامبر ۱۹۹۸ |
| ۱۸۹۰۱۸ | 1998 TC19     | ۱۴ اکتبر ۱۹۹۸   |
| ۱۸۹۰۱۹ | 1998 VR26     | ۱۰ نوامبر ۱۹۹۸  |
| ۱۸۹۰۲۰ | 1998 YU3      | ۱۷ دسامبر ۱۹۹۸  |
| ۱۸۹۰۲۱ | 1999 CS11     | ۱۲ فوریه ۱۹۹۹   |
| ۱۸۹۰۲۲ | 1999 JA94     | ۱۲ مه ۱۹۹۹      |
| ۱۸۹۰۲۳ | 1999 NV19     | ۱۴ ژوئیه ۱۹۹۹   |
| ۱۸۹۰۲۴ | 1999 RN147    | ۹ سپتامبر ۱۹۹۹  |
| ۱۸۹۰۲۵ | 1999 RG162    | ۹ سپتامبر ۱۹۹۹  |
| ۱۸۹۰۲۶ | 1999 RH240    | ۱۱ سپتامبر ۱۹۹۹ |
| ۱۸۹۰۲۷ | 1999 SS25     | ۲۹ سپتامبر ۱۹۹۹ |
| ۱۸۹۰۲۸ | 1999 TM209    | ۱۴ اکتبر ۱۹۹۹   |
| ۱۸۹۰۲۹ | 1999 UA27     | ۳۱ اکتبر ۱۹۹۹   |
| ۱۸۹۰۳۰ | 1999 XU3      | ۴ دسامبر ۱۹۹۹   |
| ۱۸۹۰۳۱ | 1999 XF48     | ۷ دسامبر ۱۹۹۹   |
| ۱۸۹۰۳۲ | 1999 XA114    | ۱۱ دسامبر ۱۹۹۹  |
| ۱۸۹۰۳۳ | 2000 AC9      | ۲ ژانویه ۲۰۰۰   |
| ۱۸۹۰۳۴ | 2000 AZ226    | ۹ ژانویه ۲۰۰۰   |
| ۱۸۹۰۳۵ | 2000 CX109    | ۵ فوریه ۲۰۰۰    |
| ۱۸۹۰۳۶ | 2000 EB64     | ۱۰ مارس ۲۰۰۰    |
| ۱۸۹۰۳۷ | 2000 GV4      | ۶ آوریل ۲۰۰۰    |
| ۱۸۹۰۳۸ | 2000 KY36     | ۲۹ مه ۲۰۰۰      |
| ۱۸۹۰۳۹ | 2000 LA25     | ۱ ژوئن ۲۰۰۰     |
| ۱۸۹۰۴۰ | 2000 MU1      | ۲۴ ژوئن ۲۰۰۰    |
| ۱۸۹۰۴۱ | 2000 OR2      | ۲۴ ژوئیه ۲۰۰۰   |
| ۱۸۹۰۴۲ | 2000 OV32     | ۳۰ ژوئیه ۲۰۰۰   |
| ۱۸۹۰۴۳ | 2000 OR67     | ۲۳ ژوئیه ۲۰۰۰   |
| ۱۸۹۰۴۴ | 2000 PB3      | ۱ اوت ۲۰۰۰      |
| ۱۸۹۰۴۵ | 2000 QL18     | ۲۴ اوت ۲۰۰۰     |
| ۱۸۹۰۴۶ | 2000 QR30     | ۲۵ اوت ۲۰۰۰     |
| ۱۸۹۰۴۷ | 2000 QP117    | ۲۹ اوت ۲۰۰۰     |
| ۱۸۹۰۴۸ | 2000 QG169    | ۳۱ اوت ۲۰۰۰     |
| ۱۸۹۰۴۹ | 2000 QN172    | ۳۱ اوت ۲۰۰۰     |
| ۱۸۹۰۵۰ | 2000 RE32     | ۱ سپتامبر ۲۰۰۰  |
| ۱۸۹۰۵۱ | 2000 RO101    | ۵ سپتامبر ۲۰۰۰  |
| ۱۸۹۰۵۲ | 2000 SJ197    | ۲۴ سپتامبر ۲۰۰۰ |
| ۱۸۹۰۵۳ | 2000 SW271    | ۲۷ سپتامبر ۲۰۰۰ |
| ۱۸۹۰۵۴ | 2000 SW278    | ۳۰ سپتامبر ۲۰۰۰ |
| ۱۸۹۰۵۵ | 2000 SG339    | ۲۵ سپتامبر ۲۰۰۰ |
| ۱۸۹۰۵۶ | 2000 SU363    | ۲۰ سپتامبر ۲۰۰۰ |
| ۱۸۹۰۵۷ | 2000 TE22     | ۳ اکتبر ۲۰۰۰    |
| ۱۸۹۰۵۸ | 2000 UT16     | ۲۹ اکتبر ۲۰۰۰   |
| ۱۸۹۰۵۹ | 2000 UX63     | ۲۵ اکتبر ۲۰۰۰   |
| ۱۸۹۰۶۰ | 2000 UJ68     | ۲۵ اکتبر ۲۰۰۰   |
| ۱۸۹۰۶۱ | 2000 UJ110    | ۳۱ اکتبر ۲۰۰۰   |
| ۱۸۹۰۶۲ | 2000 VA45     | ۲ نوامبر ۲۰۰۰   |
| ۱۸۹۰۶۳ | 2000 VZ57     | ۳ نوامبر ۲۰۰۰   |
| ۱۸۹۰۶۴ | 2000 WL14     | ۲۰ نوامبر ۲۰۰۰  |
| ۱۸۹۰۶۵ | 2000 WR72     | ۲۰ نوامبر ۲۰۰۰  |
| ۱۸۹۰۶۶ | 2000 WC74     | ۲۰ نوامبر ۲۰۰۰  |
| ۱۸۹۰۶۷ | 2000 WT133    | ۱۹ نوامبر ۲۰۰۰  |
| ۱۸۹۰۶۸ | 2000 WX178    | ۲۵ نوامبر ۲۰۰۰  |
| ۱۸۹۰۶۹ | 2000 YZ29     | ۲۶ دسامبر ۲۰۰۰  |
| ۱۸۹۰۷۰ | 2001 BD39     | ۱۹ ژانویه ۲۰۰۱  |
| ۱۸۹۰۷۱ | 2001 BH83     | ۱۸ ژانویه ۲۰۰۱  |
| ۱۸۹۰۷۲ | 2001 DB8      | ۱۶ فوریه ۲۰۰۱   |
| ۱۸۹۰۷۳ | 2001 DJ50     | ۱۶ فوریه ۲۰۰۱   |
| ۱۸۹۰۷۴ | 2001 DA65     | ۱۹ فوریه ۲۰۰۱   |
| ۱۸۹۰۷۵ | 2001 DP105    | ۱۶ فوریه ۲۰۰۱   |
| ۱۸۹۰۷۵ | 2001 HN       | ۱۶ آوریل ۲۰۰۱   |
| ۱۸۹۰۷۷ | 2001 HE11     | ۱۸ آوریل ۲۰۰۱   |
| ۱۸۹۰۷۸ | 2001 KT37     | ۲۲ مه ۲۰۰۱      |
| ۱۸۹۰۷۹ | 2001 KJ59     | ۲۶ مه ۲۰۰۱      |
| ۱۸۹۰۸۰ | 2001 MO6      | ۲۱ ژوئن ۲۰۰۱    |
| ۱۸۹۰۸۱ | 2001 MM16     | ۲۷ ژوئن ۲۰۰۱    |
| ۱۸۹۰۸۲ | 2001 OL12     | ۲۰ ژوئیه ۲۰۰۱   |
| ۱۸۹۰۸۳ | 2001 OV46     | ۱۶ ژوئیه ۲۰۰۱   |
| ۱۸۹۰۸۴ | 2001 OV61     | ۲۱ ژوئیه ۲۰۰۱   |
| ۱۸۹۰۸۵ | 2001 OF89     | ۲۱ ژوئیه ۲۰۰۱   |
| ۱۸۹۰۸۶ | 2001 OT89     | ۲۳ ژوئیه ۲۰۰۱   |
| ۱۸۹۰۸۷ | 2001 PE15     | ۱۳ اوت ۲۰۰۱     |
| ۱۸۹۰۸۸ | 2001 PO15     | ۹ اوت ۲۰۰۱      |
| ۱۸۹۰۸۹ | 2001 PG46     | ۱۲ اوت ۲۰۰۱     |
| ۱۸۹۰۹۰ | 2001 QJ17     | ۱۶ اوت ۲۰۰۱     |
| ۱۸۹۰۹۱ | 2001 QX61     | ۱۶ اوت ۲۰۰۱     |
| ۱۸۹۰۹۲ | 2001 QU65     | ۱۷ اوت ۲۰۰۱     |
| ۱۸۹۰۹۳ | 2001 QL164    | ۲۱ اوت ۲۰۰۱     |
| ۱۸۹۰۹۴ | 2001 QR180    | ۲۵ اوت ۲۰۰۱     |
| ۱۸۹۰۹۵ | 2001 QH211    | ۲۳ اوت ۲۰۰۱     |
| ۱۸۹۰۹۶ | 2001 QL222    | ۲۴ اوت ۲۰۰۱     |
| ۱۸۹۰۹۷ | 2001 QA247    | ۲۴ اوت ۲۰۰۱     |
| ۱۸۹۰۹۸ | 2001 QB274    | ۱۹ اوت ۲۰۰۱     |
| ۱۸۹۰۹۸ | 2001 RO       | ۷ سپتامبر ۲۰۰۱  |
| ۱۸۹۱۰۰ | 2001 RQ54     | ۱۲ سپتامبر ۲۰۰۱ |
| ۱۸۹۱۰۱ | 2001 RW112    | ۱۲ سپتامبر ۲۰۰۱ |
| ۱۸۹۱۰۲ | 2001 SY19     | ۱۶ سپتامبر ۲۰۰۱ |
| ۱۸۹۱۰۳ | 2001 SG28     | ۱۶ سپتامبر ۲۰۰۱ |
| ۱۸۹۱۰۴ | 2001 SV97     | ۲۰ سپتامبر ۲۰۰۱ |
| ۱۸۹۱۰۵ | 2001 ST105    | ۲۰ سپتامبر ۲۰۰۱ |
| ۱۸۹۱۰۶ | 2001 SG215    | ۱۹ سپتامبر ۲۰۰۱ |
| ۱۸۹۱۰۷ | 2001 SW280    | ۲۱ سپتامبر ۲۰۰۱ |
| ۱۸۹۱۰۸ | 2001 SW337    | ۲۰ سپتامبر ۲۰۰۱ |
| ۱۸۹۱۰۹ | 2001 TA40     | ۱۴ اکتبر ۲۰۰۱   |
| ۱۸۹۱۱۰ | 2001 TR55     | ۱۵ اکتبر ۲۰۰۱   |
| ۱۸۹۱۱۱ | 2001 TC125    | ۱۲ اکتبر ۲۰۰۱   |
| ۱۸۹۱۱۲ | 2001 UO19     | ۱۶ اکتبر ۲۰۰۱   |
| ۱۸۹۱۱۳ | 2001 UA153    | ۲۳ اکتبر ۲۰۰۱   |
| ۱۸۹۱۱۴ | 2001 UO165    | ۲۳ اکتبر ۲۰۰۱   |
| ۱۸۹۱۱۵ | 2001 UE167    | ۱۹ اکتبر ۲۰۰۱   |
| ۱۸۹۱۱۶ | 2001 US202    | ۱۹ اکتبر ۲۰۰۱   |
| ۱۸۹۱۱۷ | 2001 VD5      | ۱۱ نوامبر ۲۰۰۱  |
| ۱۸۹۱۱۸ | 2001 VD47     | ۹ نوامبر ۲۰۰۱   |
| ۱۸۹۱۱۹ | 2001 VZ91     | ۱۵ نوامبر ۲۰۰۱  |
| ۱۸۹۱۲۰ | 2001 WQ7      | ۱۷ نوامبر ۲۰۰۱  |
| ۱۸۹۱۲۱ | 2001 WY13     | ۱۷ نوامبر ۲۰۰۱  |
| ۱۸۹۱۲۲ | 2001 WF60     | ۱۹ نوامبر ۲۰۰۱  |
| ۱۸۹۱۲۳ | 2001 WW70     | ۲۰ نوامبر ۲۰۰۱  |
| ۱۸۹۱۲۴ | 2001 XO21     | ۹ دسامبر ۲۰۰۱   |
| ۱۸۹۱۲۵ | 2001 XW55     | ۱۰ دسامبر ۲۰۰۱  |
| ۱۸۹۱۲۶ | 2001 XX81     | ۱۱ دسامبر ۲۰۰۱  |
| ۱۸۹۱۲۷ | 2001 XT82     | ۱۱ دسامبر ۲۰۰۱  |
| ۱۸۹۱۲۸ | 2001 XV133    | ۱۴ دسامبر ۲۰۰۱  |
| ۱۸۹۱۲۹ | 2001 XH173    | ۱۴ دسامبر ۲۰۰۱  |
| ۱۸۹۱۳۰ | 2001 XT189    | ۱۴ دسامبر ۲۰۰۱  |
| ۱۸۹۱۳۱ | 2001 XM249    | ۱۳ دسامبر ۲۰۰۱  |
| ۱۸۹۱۳۲ | 2001 YB19     | ۱۷ دسامبر ۲۰۰۱  |
| ۱۸۹۱۳۳ | 2001 YG112    | ۱۹ دسامبر ۲۰۰۱  |
| ۱۸۹۱۳۴ | 2002 AT11     | ۹ ژانویه ۲۰۰۲   |
| ۱۸۹۱۳۵ | 2002 AQ146    | ۱۳ ژانویه ۲۰۰۲  |
| ۱۸۹۱۳۶ | 2002 BF29     | ۲۰ ژانویه ۲۰۰۲  |
| ۱۸۹۱۳۷ | 2002 CT43     | ۸ فوریه ۲۰۰۲    |
| ۱۸۹۱۳۸ | 2002 CL50     | ۱۲ فوریه ۲۰۰۲   |
| ۱۸۹۱۳۹ | 2002 CL128    | ۷ فوریه ۲۰۰۲    |
| ۱۸۹۱۴۰ | 2002 CT136    | ۸ فوریه ۲۰۰۲    |
| ۱۸۹۱۴۱ | 2002 DO2      | ۱۹ فوریه ۲۰۰۲   |
| ۱۸۹۱۴۲ | 2002 FK35     | ۲۱ مارس ۲۰۰۲    |
| ۱۸۹۱۴۳ | 2002 GU1      | ۲ آوریل ۲۰۰۲    |
| ۱۸۹۱۴۴ | 2002 GF7      | ۱۲ آوریل ۲۰۰۲   |
| ۱۸۹۱۴۵ | 2002 GU47     | ۴ آوریل ۲۰۰۲    |
| ۱۸۹۱۴۶ | 2002 GQ68     | ۸ آوریل ۲۰۰۲    |
| ۱۸۹۱۴۷ | 2002 GS141    | ۱۳ آوریل ۲۰۰۲   |
| ۱۸۹۱۴۸ | 2002 GA157    | ۱۳ آوریل ۲۰۰۲   |
| ۱۸۹۱۴۹ | 2002 GE175    | ۱۱ آوریل ۲۰۰۲   |
| ۱۸۹۱۵۰ | 2002 HV7      | ۲۰ آوریل ۲۰۰۲   |
| ۱۸۹۱۵۱ | 2002 JE12     | ۳ مه ۲۰۰۲       |
| ۱۸۹۱۵۲ | 2002 JP14     | ۷ مه ۲۰۰۲       |
| ۱۸۹۱۵۳ | 2002 JZ39     | ۷ مه ۲۰۰۲       |
| ۱۸۹۱۵۴ | 2002 JO43     | ۹ مه ۲۰۰۲       |
| ۱۸۹۱۵۵ | 2002 JK58     | ۹ مه ۲۰۰۲       |
| ۱۸۹۱۵۶ | 2002 JO117    | ۴ مه ۲۰۰۲       |
| ۱۸۹۱۵۷ | 2002 JT118    | ۵ مه ۲۰۰۲       |
| ۱۸۹۱۵۸ | 2002 JZ131    | ۹ مه ۲۰۰۲       |
| ۱۸۹۱۵۹ | 2002 LZ19     | ۶ ژوئن ۲۰۰۲     |
| ۱۸۹۱۶۰ | 2002 LV32     | ۳ ژوئن ۲۰۰۲     |
| ۱۸۹۱۶۱ | 2002 QF6      | ۱۷ اوت ۲۰۰۲     |
| ۱۸۹۱۶۲ | 2002 QQ10     | ۱۷ اوت ۲۰۰۲     |
| ۱۸۹۱۶۳ | 2002 RK250    | ۶ سپتامبر ۲۰۰۲  |
| ۱۸۹۱۶۴ | 2002 TF4      | ۱ اکتبر ۲۰۰۲    |
| ۱۸۹۱۶۵ | 2002 TQ96     | ۱۱ اکتبر ۲۰۰۲   |
| ۱۸۹۱۶۶ | 2002 TW226    | ۸ اکتبر ۲۰۰۲    |
| ۱۸۹۱۶۷ | 2002 TU264    | ۱۰ اکتبر ۲۰۰۲   |
| ۱۸۹۱۶۸ | 2002 VF14     | ۵ نوامبر ۲۰۰۲   |
| ۱۸۹۱۶۹ | 2002 VQ17     | ۵ نوامبر ۲۰۰۲   |
| ۱۸۹۱۷۰ | 2002 VH66     | ۸ نوامبر ۲۰۰۲   |
| ۱۸۹۱۷۱ | 2002 VX87     | ۸ نوامبر ۲۰۰۲   |
| ۱۸۹۱۷۲ | 2002 VT133    | ۶ نوامبر ۲۰۰۲   |
| ۱۸۹۱۷۳ | 2002 XY4      | ۵ دسامبر ۲۰۰۲   |
| ۱۸۹۱۷۴ | 2002 XW27     | ۵ دسامبر ۲۰۰۲   |
| ۱۸۹۱۷۵ | 2002 XK49     | ۱۰ دسامبر ۲۰۰۲  |
| ۱۸۹۱۷۶ | 2002 XJ94     | ۱ دسامبر ۲۰۰۲   |
| ۱۸۹۱۷۷ | 2002 XW117    | ۱۰ دسامبر ۲۰۰۲  |
| ۱۸۹۱۷۸ | 2002 YQ25     | ۳۱ دسامبر ۲۰۰۲  |
| ۱۸۹۱۷۹ | 2002 YS27     | ۳۱ دسامبر ۲۰۰۲  |
| ۱۸۹۱۸۰ | 2003 AH8      | ۳ ژانویه ۲۰۰۳   |
| ۱۸۹۱۸۱ | 2003 AS66     | ۷ ژانویه ۲۰۰۳   |
| ۱۸۹۱۸۲ | 2003 BW12     | ۲۶ ژانویه ۲۰۰۳  |
| ۱۸۹۱۸۳ | 2003 BN16     | ۲۶ ژانویه ۲۰۰۳  |
| ۱۸۹۱۸۴ | 2003 BM32     | ۲۷ ژانویه ۲۰۰۳  |
| ۱۸۹۱۸۵ | 2003 CM7      | ۱ فوریه ۲۰۰۳    |
| ۱۸۹۱۸۶ | 2003 CU25     | ۹ فوریه ۲۰۰۳    |
| ۱۸۹۱۸۷ | 2003 EY24     | ۶ مارس ۲۰۰۳     |
| ۱۸۹۱۸۸ | 2003 FL6      | ۲۷ مارس ۲۰۰۳    |
| ۱۸۹۱۸۹ | 2003 FN20     | ۲۳ مارس ۲۰۰۳    |
| ۱۸۹۱۹۰ | 2003 FR28     | ۲۴ مارس ۲۰۰۳    |
| ۱۸۹۱۹۱ | 2003 FL30     | ۲۵ مارس ۲۰۰۳    |
| ۱۸۹۱۹۲ | 2003 FE76     | ۲۷ مارس ۲۰۰۳    |
| ۱۸۹۱۹۳ | 2003 FO96     | ۳۰ مارس ۲۰۰۳    |
| ۱۸۹۱۹۴ | 2003 LX1      | ۱ ژوئن ۲۰۰۳     |
| ۱۸۹۱۹۵ | 2003 PB1      | ۱ اوت ۲۰۰۳      |
| ۱۸۹۱۹۶ | 2003 QH28     | ۲۱ اوت ۲۰۰۳     |
| ۱۸۹۱۹۷ | 2003 QF61     | ۲۳ اوت ۲۰۰۳     |
| ۱۸۹۱۹۸ | 2003 QW71     | ۲۵ اوت ۲۰۰۳     |
| ۱۸۹۱۹۹ | 2003 RJ1      | ۲ سپتامبر ۲۰۰۳  |
| ۱۸۹۲۰۰ | 2003 RS7      | ۴ سپتامبر ۲۰۰۳  |
| ۱۸۹۲۰۱ | 2003 RX14     | ۱۴ سپتامبر ۲۰۰۳ |
| ۱۸۹۲۰۱ | 2003          | SM۱۵            |
| ۱۸۹۲۰۳ | 2003 SL40     | ۱۶ سپتامبر ۲۰۰۳ |
| ۱۸۹۲۰۴ | 2003 ST78     | ۱۹ سپتامبر ۲۰۰۳ |
| ۱۸۹۲۰۵ | 2003 SY147    | ۱۶ سپتامبر ۲۰۰۳ |
| ۱۸۹۲۰۶ | 2003 SJ151    | ۱۷ سپتامبر ۲۰۰۳ |
| ۱۸۹۲۰۷ | 2003 SW196    | ۲۱ سپتامبر ۲۰۰۳ |
| ۱۸۹۲۰۸ | 2003 SH200    | ۲۵ سپتامبر ۲۰۰۳ |
| ۱۸۹۲۰۹ | 2003 SS224    | ۲۸ سپتامبر ۲۰۰۳ |
| ۱۸۹۲۱۰ | 2003 SM262    | ۲۸ سپتامبر ۲۰۰۳ |
| ۱۸۹۲۱۱ | 2003 UX10     | ۲۰ اکتبر ۲۰۰۳   |
| ۱۸۹۲۱۲ | 2003 UY21     | ۲۲ اکتبر ۲۰۰۳   |
| ۱۸۹۲۱۳ | 2003 UU122    | ۱۹ اکتبر ۲۰۰۳   |
| ۱۸۹۲۱۴ | 2003 YJ20     | ۱۷ دسامبر ۲۰۰۳  |
| ۱۸۹۲۱۵ | 2003 YF162    | ۱۷ دسامبر ۲۰۰۳  |
| ۱۸۹۲۱۶ | 2004 BO95     | ۲۸ ژانویه ۲۰۰۴  |
| ۱۸۹۲۱۷ | 2004 CR78     | ۱۱ فوریه ۲۰۰۴   |
| ۱۸۹۲۱۸ | 2004 DC37     | ۱۹ فوریه ۲۰۰۴   |
| ۱۸۹۲۱۹ | 2004 EN31     | ۱۴ مارس ۲۰۰۴    |
| ۱۸۹۲۲۰ | 2004 EP83     | ۱۴ مارس ۲۰۰۴    |
| ۱۸۹۲۲۱ | 2004 EN90     | ۱۴ مارس ۲۰۰۴    |
| ۱۸۹۲۲۲ | 2004 FC10     | ۱۶ مارس ۲۰۰۴    |
| ۱۸۹۲۲۳ | 2004 FG67     | ۲۰ مارس ۲۰۰۴    |
| ۱۸۹۲۲۴ | 2004 GD9      | ۱۲ آوریل ۲۰۰۴   |
| ۱۸۹۲۲۵ | 2004 GV58     | ۱۵ آوریل ۲۰۰۴   |
| ۱۸۹۲۲۶ | 2004 GA76     | ۱۵ آوریل ۲۰۰۴   |
| ۱۸۹۲۲۷ | 2004 HE17     | ۱۶ آوریل ۲۰۰۴   |
| ۱۸۹۲۲۸ | 2004 JB31     | ۱۵ مه ۲۰۰۴      |
| ۱۸۹۲۲۹ | 2004 JC42     | ۱۵ مه ۲۰۰۴      |
| ۱۸۹۲۳۰ | 2004 LW17     | ۱۴ ژوئن ۲۰۰۴    |
| ۱۸۹۲۳۱ | 2004 LW23     | ۱۴ ژوئن ۲۰۰۴    |
| ۱۸۹۲۳۲ | 2004 MJ8      | ۱۷ ژوئن ۲۰۰۴    |
| ۱۸۹۲۳۳ | 2004 NP2      | ۱۰ ژوئیه ۲۰۰۴   |
| ۱۸۹۲۳۴ | 2004 NK16     | ۱۱ ژوئیه ۲۰۰۴   |
| ۱۸۹۲۳۵ | 2004 OR3      | ۱۶ ژوئیه ۲۰۰۴   |
| ۱۸۹۲۳۶ | 2004 OW11     | ۲۷ ژوئیه ۲۰۰۴   |
| ۱۸۹۲۳۷ | 2004 PB56     | ۸ اوت ۲۰۰۴      |
| ۱۸۹۲۳۸ | 2004 PR99     | ۱۱ اوت ۲۰۰۴     |
| ۱۸۹۲۳۹ | 2004 QR12     | ۲۱ اوت ۲۰۰۴     |
| ۱۸۹۲۴۰ | 2004 QL25     | ۲۶ اوت ۲۰۰۴     |
| ۱۸۹۲۴۱ | 2004 RU57     | ۸ سپتامبر ۲۰۰۴  |
| ۱۸۹۲۴۲ | 2004 RX77     | ۸ سپتامبر ۲۰۰۴  |
| ۱۸۹۲۴۳ | 2004 RX175    | ۱۰ سپتامبر ۲۰۰۴ |
| ۱۸۹۲۴۴ | 2004 RL188    | ۱۰ سپتامبر ۲۰۰۴ |
| ۱۸۹۲۴۵ | 2004 RL199    | ۱۰ سپتامبر ۲۰۰۴ |
| ۱۸۹۲۴۶ | 2004 RA201    | ۱۰ سپتامبر ۲۰۰۴ |
| ۱۸۹۲۴۷ | 2004 RS209    | ۱۱ سپتامبر ۲۰۰۴ |
| ۱۸۹۲۴۸ | 2004 RH290    | ۸ سپتامبر ۲۰۰۴  |
| ۱۸۹۲۴۹ | 2004 RG307    | ۱۲ سپتامبر ۲۰۰۴ |
| ۱۸۹۲۵۰ | 2004 SK23     | ۱۷ سپتامبر ۲۰۰۴ |
| ۱۸۹۲۵۱ | 2004 TN8      | ۵ اکتبر ۲۰۰۴    |
| ۱۸۹۲۵۲ | 2004 TW19     | ۱۴ اکتبر ۲۰۰۴   |
| ۱۸۹۲۵۳ | 2004 TL100    | ۵ اکتبر ۲۰۰۴    |
| ۱۸۹۲۵۴ | 2004 TV100    | ۶ اکتبر ۲۰۰۴    |
| ۱۸۹۲۵۵ | 2004 TP247    | ۷ اکتبر ۲۰۰۴    |
| ۱۸۹۲۵۶ | 2004 UV4      | ۱۶ اکتبر ۲۰۰۴   |
| ۱۸۹۲۵۷ | 2004 VO48     | ۴ نوامبر ۲۰۰۴   |
| ۱۸۹۲۵۸ | 2004 VQ54     | ۹ نوامبر ۲۰۰۴   |
| ۱۸۹۲۵۹ | 2004 VR77     | ۱۲ نوامبر ۲۰۰۴  |
| ۱۸۹۲۶۰ | 2004 WY8      | ۱۸ نوامبر ۲۰۰۴  |
| ۱۸۹۲۶۱ | 2004 XO62     | ۱۱ دسامبر ۲۰۰۴  |
| ۱۸۹۲۶۲ | 2004 XL81     | ۱۰ دسامبر ۲۰۰۴  |
| ۱۸۹۲۶۲ | 2005 CA       | ۱ فوریه ۲۰۰۵    |
| ۱۸۹۲۶۴ | 2005 GY108    | ۱۰ آوریل ۲۰۰۵   |
| ۱۸۹۲۶۵ | 2005 GN179    | ۹ آوریل ۲۰۰۵    |
| ۱۸۹۲۶۶ | 2005 QD15     | ۲۵ اوت ۲۰۰۵     |
| ۱۸۹۲۶۷ | 2005 QP27     | ۲۷ اوت ۲۰۰۵     |
| ۱۸۹۲۶۸ | 2005 QS142    | ۳۱ اوت ۲۰۰۵     |
| ۱۸۹۲۶۹ | 2005 QN160    | ۲۸ اوت ۲۰۰۵     |
| ۱۸۹۲۷۰ | 2005 QM175    | ۳۱ اوت ۲۰۰۵     |
| ۱۸۹۲۷۱ | 2005 RR21     | ۶ سپتامبر ۲۰۰۵  |
| ۱۸۹۲۷۲ | 2005 RF24     | ۱۱ سپتامبر ۲۰۰۵ |
| ۱۸۹۲۷۳ | 2005 RY26     | ۹ سپتامبر ۲۰۰۵  |
| ۱۸۹۲۷۴ | 2005 RW28     | ۱۲ سپتامبر ۲۰۰۵ |
| ۱۸۹۲۷۵ | 2005 SZ30     | ۲۳ سپتامبر ۲۰۰۵ |
| ۱۸۹۲۷۶ | 2005 SC39     | ۲۴ سپتامبر ۲۰۰۵ |
| ۱۸۹۲۷۷ | 2005 SD120    | ۲۹ سپتامبر ۲۰۰۵ |
| ۱۸۹۲۷۸ | 2005 SK142    | ۲۵ سپتامبر ۲۰۰۵ |
| ۱۸۹۲۷۹ | 2005 ST173    | ۲۹ سپتامبر ۲۰۰۵ |
| ۱۸۹۲۸۰ | 2005 SY186    | ۲۹ سپتامبر ۲۰۰۵ |
| ۱۸۹۲۸۱ | 2005 SJ262    | ۲۳ سپتامبر ۲۰۰۵ |
| ۱۸۹۲۸۲ | 2005 TJ12     | ۱ اکتبر ۲۰۰۵    |
| ۱۸۹۲۸۳ | 2005 TX14     | ۳ اکتبر ۲۰۰۵    |
| ۱۸۹۲۸۴ | 2005 TZ28     | ۲ اکتبر ۲۰۰۵    |
| ۱۸۹۲۸۵ | 2005 TN54     | ۱ اکتبر ۲۰۰۵    |
| ۱۸۹۲۸۶ | 2005 TW80     | ۳ اکتبر ۲۰۰۵    |
| ۱۸۹۲۸۷ | 2005 TR172    | ۱۳ اکتبر ۲۰۰۵   |
| ۱۸۹۲۸۸ | 2005 TB194    | ۱ اکتبر ۲۰۰۵    |
| ۱۸۹۲۸۹ | 2005 UT11     | ۲۲ اکتبر ۲۰۰۵   |
| ۱۸۹۲۹۰ | 2005 UO65     | ۲۱ اکتبر ۲۰۰۵   |
| ۱۸۹۲۹۱ | 2005 US73     | ۲۳ اکتبر ۲۰۰۵   |
| ۱۸۹۲۹۲ | 2005 UB87     | ۲۲ اکتبر ۲۰۰۵   |
| ۱۸۹۲۹۳ | 2005 UY180    | ۲۴ اکتبر ۲۰۰۵   |
| ۱۸۹۲۹۴ | 2005 UY181    | ۲۴ اکتبر ۲۰۰۵   |
| ۱۸۹۲۹۵ | 2005 UP228    | ۲۵ اکتبر ۲۰۰۵   |
| ۱۸۹۲۹۶ | 2005 UT407    | ۳۰ اکتبر ۲۰۰۵   |
| ۱۸۹۲۹۷ | 2005 UG457    | ۳۱ اکتبر ۲۰۰۵   |
| ۱۸۹۲۹۸ | 2005 VX6      | ۸ نوامبر ۲۰۰۵   |
| ۱۸۹۲۹۹ | 2005 VO120    | ۱۰ نوامبر ۲۰۰۵  |
| ۱۸۹۳۰۰ | 2005 VU123    | ۵ نوامبر ۲۰۰۵   |
| ۱۸۹۳۰۱ | 2005 WA44     | ۲۱ نوامبر ۲۰۰۵  |
| ۱۸۹۳۰۲ | 2005 WW81     | ۲۸ نوامبر ۲۰۰۵  |
| ۱۸۹۳۰۳ | 2005 WV90     | ۲۸ نوامبر ۲۰۰۵  |
| ۱۸۹۳۰۴ | 2005 WN115    | ۲۹ نوامبر ۲۰۰۵  |
| ۱۸۹۳۰۵ | 2005 WT190    | ۲۱ نوامبر ۲۰۰۵  |
| ۱۸۹۳۰۶ | 2005 XO29     | ۶ دسامبر ۲۰۰۵   |
| ۱۸۹۳۰۷ | 2005 YW130    | ۲۵ دسامبر ۲۰۰۵  |
| ۱۸۹۳۰۸ | 2005 YB185    | ۲۷ دسامبر ۲۰۰۵  |
| ۱۸۹۳۰۹ | 2005 YJ213    | ۲۹ دسامبر ۲۰۰۵  |
| ۱۸۹۳۱۰ | Polydamas     | ۳ ژانویه ۲۰۰۶   |
| ۱۸۹۳۱۱ | 2006 BL126    | ۲۶ ژانویه ۲۰۰۶  |
| ۱۸۹۳۱۲ | 2006 JN62     | ۱ مه ۲۰۰۶       |
| ۱۸۹۳۱۳ | 2006 SA73     | ۱۹ سپتامبر ۲۰۰۶ |
| ۱۸۹۳۱۴ | 2006 TK23     | ۱۱ اکتبر ۲۰۰۶   |
| ۱۸۹۳۱۵ | 2006 UV11     | ۱۷ اکتبر ۲۰۰۶   |
| ۱۸۹۳۱۶ | 2006 UQ336    | ۲۱ اکتبر ۲۰۰۶   |
| ۱۸۹۳۱۷ | 2006 WE88     | ۱۸ نوامبر ۲۰۰۶  |
| ۱۸۹۳۱۸ | 2006 WM201    | ۲۲ نوامبر ۲۰۰۶  |
| ۱۸۹۳۱۹ | 2006 XH71     | ۱۳ دسامبر ۲۰۰۶  |
| ۱۸۹۳۲۰ | 2006 YC14     | ۲۲ دسامبر ۲۰۰۶  |
| ۱۸۹۳۲۱ | 2006 YW47     | ۲۴ دسامبر ۲۰۰۶  |
| ۱۸۹۳۲۲ | 2007 AL1      | ۸ ژانویه ۲۰۰۷   |
| ۱۸۹۳۲۳ | 2007 AO14     | ۹ ژانویه ۲۰۰۷   |
| ۱۸۹۳۲۴ | 2007 AN28     | ۹ ژانویه ۲۰۰۷   |
| ۱۸۹۳۲۵ | 2007 AA29     | ۱۰ ژانویه ۲۰۰۷  |
| ۱۸۹۳۲۶ | 2007 BN1      | ۱۶ ژانویه ۲۰۰۷  |
| ۱۸۹۳۲۷ | 2007 BP68     | ۲۷ ژانویه ۲۰۰۷  |
| ۱۸۹۳۲۸ | 2007 CW53     | ۱۵ فوریه ۲۰۰۷   |
| ۱۸۹۳۲۹ | 2007 DU46     | ۲۱ فوریه ۲۰۰۷   |
| ۱۸۹۳۳۰ | 2007 DS56     | ۲۱ فوریه ۲۰۰۷   |
| ۱۸۹۳۳۱ | 2007 DR77     | ۲۲ فوریه ۲۰۰۷   |
| ۱۸۹۳۳۲ | 2007 EW39     | ۱۰ مارس ۲۰۰۷    |
| ۱۸۹۳۳۳ | 2007 EJ79     | ۱۰ مارس ۲۰۰۷    |
| ۱۸۹۳۳۴ | 2007 GM56     | ۱۵ آوریل ۲۰۰۷   |
| ۱۸۹۳۳۵ | 2007 HS61     | ۲۲ آوریل ۲۰۰۷   |
| ۱۸۹۳۳۶ | 2007 TF426    | ۹ اکتبر ۲۰۰۷    |
| ۱۸۹۳۳۷ | 2007 TM426    | ۹ اکتبر ۲۰۰۷    |
| ۱۸۹۳۳۸ | 2007 VZ26     | ۲ نوامبر ۲۰۰۷   |
| ۱۸۹۳۳۹ | 2007 VK85     | ۲ نوامبر ۲۰۰۷   |
| ۱۸۹۳۴۰ | 2007 VD265    | ۱۳ نوامبر ۲۰۰۷  |
| ۱۸۹۳۴۱ | 2007 VJ309    | ۱۲ نوامبر ۲۰۰۷  |
| ۱۸۹۳۴۲ | 2007 VY310    | ۸ نوامبر ۲۰۰۷   |
| ۱۸۹۳۴۳ | 2007 WW57     | ۱۸ نوامبر ۲۰۰۷  |
| ۱۸۹۳۴۴ | 2007 XO53     | ۱۴ دسامبر ۲۰۰۷  |
| ۱۸۹۳۴۵ | 2007 YG64     | ۳۱ دسامبر ۲۰۰۷  |
| ۱۸۹۳۴۶ | 2008 AP114    | ۱۰ ژانویه ۲۰۰۸  |
| ۱۸۹۳۴۷ | Qian          | ۲۸ ژانویه ۲۰۰۸  |
| ۱۸۹۳۴۸ | 2008 BR43     | ۳۰ ژانویه ۲۰۰۸  |
| ۱۸۹۳۴۹ | 2008 CX191    | ۲ فوریه ۲۰۰۸    |
| ۱۸۹۳۵۰ | 2008 CJ194    | ۱۰ فوریه ۲۰۰۸   |
| ۱۸۹۳۵۱ | 2008 CX194    | ۱۳ فوریه ۲۰۰۸   |
| ۱۸۹۳۵۲ | 2008 CS196    | ۷ فوریه ۲۰۰۸    |
| ۱۸۹۳۵۳ | 2008 CG198    | ۱۱ فوریه ۲۰۰۸   |
| ۱۸۹۳۵۴ | 2008 DL11     | ۲۶ فوریه ۲۰۰۸   |
| ۱۸۹۳۵۵ | 2008 DS14     | ۲۶ فوریه ۲۰۰۸   |
| ۱۸۹۳۵۶ | 2008 DF16     | ۲۷ فوریه ۲۰۰۸   |
| ۱۸۹۳۵۷ | 2008 DF38     | ۲۷ فوریه ۲۰۰۸   |
| ۱۸۹۳۵۸ | 2008 DX38     | ۲۷ فوریه ۲۰۰۸   |
| ۱۸۹۳۵۹ | 2008 DB39     | ۲۷ فوریه ۲۰۰۸   |
| ۱۸۹۳۶۰ | 2008 DQ39     | ۲۷ فوریه ۲۰۰۸   |
| ۱۸۹۳۶۱ | 2008 DP81     | ۲۷ فوریه ۲۰۰۸   |
| ۱۸۹۳۶۲ | 2008 DC83     | ۲۸ فوریه ۲۰۰۸   |
| ۱۸۹۳۶۳ | 2008 EV35     | ۳ مارس ۲۰۰۸     |
| ۱۸۹۳۶۴ | 2008 EM112    | ۸ مارس ۲۰۰۸     |
| ۱۸۹۳۶۵ | 2008 EL147    | ۱ مارس ۲۰۰۸     |
| ۱۸۹۳۶۶ | 2008 EU147    | ۱ مارس ۲۰۰۸     |
| ۱۸۹۳۶۷ | 2008 EG149    | ۴ مارس ۲۰۰۸     |
| ۱۸۹۳۶۸ | 2008 ER149    | ۵ مارس ۲۰۰۸     |
| ۱۸۹۳۶۹ | 2008 EO150    | ۱۰ مارس ۲۰۰۸    |
| ۱۸۹۳۷۰ | 2008 EG151    | ۱۳ مارس ۲۰۰۸    |
| ۱۸۹۳۷۱ | 2008 EU152    | ۱۱ مارس ۲۰۰۸    |
| ۱۸۹۳۷۲ | 2008 ES153    | ۱۳ مارس ۲۰۰۸    |
| ۱۸۹۳۷۳ | 2008 FG26     | ۲۷ مارس ۲۰۰۸    |
| ۱۸۹۳۷۴ | 2008 FQ69     | ۲۸ مارس ۲۰۰۸    |
| ۱۸۹۳۷۵ | 2008 FD70     | ۲۸ مارس ۲۰۰۸    |
| ۱۸۹۳۷۶ | 2008 FS78     | ۲۷ مارس ۲۰۰۸    |
| ۱۸۹۳۷۷ | 2008 FU78     | ۲۷ مارس ۲۰۰۸    |
| ۱۸۹۳۷۸ | 2008 FL102    | ۳۰ مارس ۲۰۰۸    |
| ۱۸۹۳۷۹ | 2008 FP103    | ۳۰ مارس ۲۰۰۸    |
| ۱۸۹۳۸۰ | 2008 FF123    | ۲۸ مارس ۲۰۰۸    |
| ۱۸۹۳۸۱ | 2008 FJ126    | ۲۸ مارس ۲۰۰۸    |
| ۱۸۹۳۸۲ | 2008 GF25     | ۱ آوریل ۲۰۰۸    |
| ۱۸۹۳۸۳ | 2008 GE27     | ۳ آوریل ۲۰۰۸    |
| ۱۸۹۳۸۴ | 2008 GN38     | ۳ آوریل ۲۰۰۸    |
| ۱۸۹۳۸۵ | 2008 GF39     | ۳ آوریل ۲۰۰۸    |
| ۱۸۹۳۸۶ | 2008 GX49     | ۵ آوریل ۲۰۰۸    |
| ۱۸۹۳۸۷ | 2008 GL83     | ۸ آوریل ۲۰۰۸    |
| ۱۸۹۳۸۸ | 2008 GY96     | ۸ آوریل ۲۰۰۸    |
| ۱۸۹۳۸۹ | 2008 GN109    | ۱۳ آوریل ۲۰۰۸   |
| ۱۸۹۳۹۰ | 2008 GQ124    | ۱۴ آوریل ۲۰۰۸   |
| ۱۸۹۳۹۱ | 2008 HQ12     | ۲۴ آوریل ۲۰۰۸   |
| ۱۸۹۳۹۲ | 2008 HD39     | ۲۶ آوریل ۲۰۰۸   |
| ۱۸۹۳۹۳ | 2008 HP39     | ۲۶ آوریل ۲۰۰۸   |
| ۱۸۹۳۹۴ | 2008 HU44     | ۲۸ آوریل ۲۰۰۸   |
| ۱۸۹۳۹۵ | 2008 HL57     | ۳۰ آوریل ۲۰۰۸   |
| ۱۸۹۳۹۶ | Sielewicz     | ۲ مه ۲۰۰۸       |
| ۱۸۹۳۹۷ | 2008 JM18     | ۴ مه ۲۰۰۸       |
| ۱۸۹۳۹۸ | 2008 JG20     | ۷ مه ۲۰۰۸       |
| ۱۸۹۳۹۹ | 2008 JV21     | ۵ مه ۲۰۰۸       |
| ۱۸۹۴۰۰ | 2008 JY34     | ۷ مه ۲۰۰۸       |
| ۱۸۹۴۰۱ | 2008 KH4      | ۲۷ مه ۲۰۰۸      |
| ۱۸۹۴۰۲ | 2008 KG7      | ۲۶ مه ۲۰۰۸      |
| ۱۸۹۴۰۳ | 2008 KW13     | ۲۷ مه ۲۰۰۸      |
| ۱۸۹۴۰۴ | 2008 KV31     | ۲۹ مه ۲۰۰۸      |
| ۱۸۹۴۰۵ | 2008 KP35     | ۲۷ مه ۲۰۰۸      |
| ۱۸۹۴۰۵ | 4835 P-L      | ۲۴ سپتامبر ۱۹۶۰ |
| ۱۸۹۴۰۷ | 3283 T-2      | ۳۰ سپتامبر ۱۹۷۳ |
| ۱۸۹۴۰۸ | 1989 CA3      | ۴ فوریه ۱۹۸۹    |
| ۱۸۹۴۰۹ | 1992 SC10     | ۲۷ سپتامبر ۱۹۹۲ |
| ۱۸۹۴۱۰ | 1993 FO51     | ۱۷ مارس ۱۹۹۳    |
| ۱۸۹۴۱۱ | 1993 TZ26     | ۹ اکتبر ۱۹۹۳    |
| ۱۸۹۴۱۲ | 1993 TZ43     | ۱۰ اکتبر ۱۹۹۳   |
| ۱۸۹۴۱۳ | 1994 PA16     | ۱۰ اوت ۱۹۹۴     |
| ۱۸۹۴۱۴ | 1994 UG6      | ۲۸ اکتبر ۱۹۹۴   |
| ۱۸۹۴۱۵ | 1995 UF18     | ۱۸ اکتبر ۱۹۹۵   |
| ۱۸۹۴۱۶ | 1995 WU14     | ۱۷ نوامبر ۱۹۹۵  |
| ۱۸۹۴۱۷ | 1996 BG10     | ۲۱ ژانویه ۱۹۹۶  |
| ۱۸۹۴۱۸ | 1996 EL6      | ۱۱ مارس ۱۹۹۶    |
| ۱۸۹۴۱۹ | 1996 EY9      | ۱۲ مارس ۱۹۹۶    |
| ۱۸۹۴۲۰ | 1996 GJ10     | ۱۳ آوریل ۱۹۹۶   |
| ۱۸۹۴۲۱ | 1997 LK5      | ۸ ژوئن ۱۹۹۷     |
| ۱۸۹۴۲۲ | 1997 OB2      | ۲۹ ژوئیه ۱۹۹۷   |
| ۱۸۹۴۲۳ | 1997 PP2      | ۷ اوت ۱۹۹۷      |
| ۱۸۹۴۲۴ | 1997 SK2      | ۲۵ سپتامبر ۱۹۹۷ |
| ۱۸۹۴۲۵ | 1997 SF9      | ۲۷ سپتامبر ۱۹۹۷ |
| ۱۸۹۴۲۶ | 1997 SF33     | ۳۰ سپتامبر ۱۹۹۷ |
| ۱۸۹۴۲۷ | 1997 TE5      | ۱ اکتبر ۱۹۹۷    |
| ۱۸۹۴۲۸ | 1998 HB2      | ۱۹ آوریل ۱۹۹۸   |
| ۱۸۹۴۲۹ | 1998 HS118    | ۲۳ آوریل ۱۹۹۸   |
| ۱۸۹۴۳۰ | 1998 HH145    | ۲۱ آوریل ۱۹۹۸   |
| ۱۸۹۴۳۱ | 1998 OV5      | ۲۹ ژوئیه ۱۹۹۸   |
| ۱۸۹۴۳۲ | 1998 QJ29     | ۲۲ اوت ۱۹۹۸     |
| ۱۸۹۴۳۳ | 1998 QR49     | ۱۷ اوت ۱۹۹۸     |
| ۱۸۹۴۳۴ | 1998 QR87     | ۲۴ اوت ۱۹۹۸     |
| ۱۸۹۴۳۵ | 1998 QH104    | ۲۶ اوت ۱۹۹۸     |
| ۱۸۹۴۳۶ | 1998 RN42     | ۱۴ سپتامبر ۱۹۹۸ |
| ۱۸۹۴۳۷ | 1998 RS46     | ۱۴ سپتامبر ۱۹۹۸ |
| ۱۸۹۴۳۸ | 1998 RO62     | ۱۴ سپتامبر ۱۹۹۸ |
| ۱۸۹۴۳۹ | 1998 SR34     | ۲۶ سپتامبر ۱۹۹۸ |
| ۱۸۹۴۴۰ | 1998 SZ42     | ۲۰ سپتامبر ۱۹۹۸ |
| ۱۸۹۴۴۱ | 1998 SG84     | ۲۶ سپتامبر ۱۹۹۸ |
| ۱۸۹۴۴۲ | 1998 SP93     | ۲۶ سپتامبر ۱۹۹۸ |
| ۱۸۹۴۴۳ | 1998 SP122    | ۲۶ سپتامبر ۱۹۹۸ |
| ۱۸۹۴۴۴ | 1998 SG154    | ۲۶ سپتامبر ۱۹۹۸ |
| ۱۸۹۴۴۵ | 1998 TJ7      | ۱۵ اکتبر ۱۹۹۸   |
| ۱۸۹۴۴۶ | 1998 VV8      | ۱۰ نوامبر ۱۹۹۸  |
| ۱۸۹۴۴۷ | 1998 WK7      | ۲۳ نوامبر ۱۹۹۸  |
| ۱۸۹۴۴۸ | 1998 WV27     | ۱۸ نوامبر ۱۹۹۸  |
| ۱۸۹۴۴۹ | 1998 XV28     | ۱۴ دسامبر ۱۹۹۸  |
| ۱۸۹۴۵۰ | 1999 BT28     | ۱۸ ژانویه ۱۹۹۹  |
| ۱۸۹۴۵۰ | 1999 ED       | ۹ مارس ۱۹۹۹     |
| ۱۸۹۴۵۲ | 1999 EZ7      | ۱۲ مارس ۱۹۹۹    |
| ۱۸۹۴۵۳ | 1999 FX96     | ۱۹ مارس ۱۹۹۹    |
| ۱۸۹۴۵۴ | 1999 JL100    | ۱۲ مه ۱۹۹۹      |
| ۱۸۹۴۵۵ | 1999 NH57     | ۱۲ ژوئیه ۱۹۹۹   |
| ۱۸۹۴۵۶ | 1999 RX3      | ۴ سپتامبر ۱۹۹۹  |
| ۱۸۹۴۵۷ | 1999 RS30     | ۸ سپتامبر ۱۹۹۹  |
| ۱۸۹۴۵۸ | 1999 RO31     | ۴ سپتامبر ۱۹۹۹  |
| ۱۸۹۴۵۹ | 1999 RC85     | ۷ سپتامبر ۱۹۹۹  |
| ۱۸۹۴۶۰ | 1999 RQ98     | ۷ سپتامبر ۱۹۹۹  |
| ۱۸۹۴۶۱ | 1999 RA121    | ۹ سپتامبر ۱۹۹۹  |
| ۱۸۹۴۶۲ | 1999 RC140    | ۹ سپتامبر ۱۹۹۹  |
| ۱۸۹۴۶۳ | 1999 RL141    | ۹ سپتامبر ۱۹۹۹  |
| ۱۸۹۴۶۴ | 1999 RT167    | ۹ سپتامبر ۱۹۹۹  |
| ۱۸۹۴۶۵ | 1999 RO200    | ۸ سپتامبر ۱۹۹۹  |
| ۱۸۹۴۶۶ | 1999 RG202    | ۸ سپتامبر ۱۹۹۹  |
| ۱۸۹۴۶۷ | 1999 RO219    | ۴ سپتامبر ۱۹۹۹  |
| ۱۸۹۴۶۸ | 1999 RT223    | ۷ سپتامبر ۱۹۹۹  |
| ۱۸۹۴۶۹ | 1999 SH9      | ۲۹ سپتامبر ۱۹۹۹ |
| ۱۸۹۴۷۰ | 1999 TB8      | ۷ اکتبر ۱۹۹۹    |
| ۱۸۹۴۷۱ | 1999 TU76     | ۱۰ اکتبر ۱۹۹۹   |
| ۱۸۹۴۷۲ | 1999 TS160    | ۹ اکتبر ۱۹۹۹    |
| ۱۸۹۴۷۳ | 1999 TK219    | ۱ اکتبر ۱۹۹۹    |
| ۱۸۹۴۷۴ | 1999 TP219    | ۱ اکتبر ۱۹۹۹    |
| ۱۸۹۴۷۵ | 1999 TS249    | ۹ اکتبر ۱۹۹۹    |
| ۱۸۹۴۷۶ | 1999 TF256    | ۹ اکتبر ۱۹۹۹    |
| ۱۸۹۴۷۷ | 1999 TT313    | ۸ اکتبر ۱۹۹۹    |
| ۱۸۹۴۷۸ | 1999 UR7      | ۲۹ اکتبر ۱۹۹۹   |
| ۱۸۹۴۷۹ | 1999 UO9      | ۳۱ اکتبر ۱۹۹۹   |
| ۱۸۹۴۸۰ | 1999 UG23     | ۲۸ اکتبر ۱۹۹۹   |
| ۱۸۹۴۸۱ | 1999 UD38     | ۱۷ اکتبر ۱۹۹۹   |
| ۱۸۹۴۸۲ | 1999 UT47     | ۳۰ اکتبر ۱۹۹۹   |
| ۱۸۹۴۸۳ | 1999 VG76     | ۵ نوامبر ۱۹۹۹   |
| ۱۸۹۴۸۴ | 1999 VY159    | ۱۴ نوامبر ۱۹۹۹  |
| ۱۸۹۴۸۵ | 1999 VY164    | ۱۴ نوامبر ۱۹۹۹  |
| ۱۸۹۴۸۶ | 1999 XS8      | ۵ دسامبر ۱۹۹۹   |
| ۱۸۹۴۸۷ | 1999 XM79     | ۷ دسامبر ۱۹۹۹   |
| ۱۸۹۴۸۸ | 1999 XS106    | ۴ دسامبر ۱۹۹۹   |
| ۱۸۹۴۸۹ | 1999 XX216    | ۱۳ دسامبر ۱۹۹۹  |
| ۱۸۹۴۹۰ | 1999 XT217    | ۱۳ دسامبر ۱۹۹۹  |
| ۱۸۹۴۹۱ | 1999 XY224    | ۱۳ دسامبر ۱۹۹۹  |
| ۱۸۹۴۹۲ | 1999 XZ253    | ۱۲ دسامبر ۱۹۹۹  |
| ۱۸۹۴۹۳ | 1999 XL257    | ۷ دسامبر ۱۹۹۹   |
| ۱۸۹۴۹۴ | 1999 YY3      | ۱۹ دسامبر ۱۹۹۹  |
| ۱۸۹۴۹۵ | 1999 YO6      | ۳۰ دسامبر ۱۹۹۹  |
| ۱۸۹۴۹۶ | 2000 AW36     | ۳ ژانویه ۲۰۰۰   |
| ۱۸۹۴۹۷ | 2000 AQ44     | ۵ ژانویه ۲۰۰۰   |
| ۱۸۹۴۹۸ | 2000 AW46     | ۴ ژانویه ۲۰۰۰   |
| ۱۸۹۴۹۹ | 2000 AV92     | ۳ ژانویه ۲۰۰۰   |
| ۱۸۹۵۰۰ | 2000 AK125    | ۵ ژانویه ۲۰۰۰   |
| ۱۸۹۵۰۱ | 2000 AU179    | ۷ ژانویه ۲۰۰۰   |
| ۱۸۹۵۰۲ | 2000 AZ217    | ۸ ژانویه ۲۰۰۰   |
| ۱۸۹۵۰۳ | 2000 AH228    | ۱۳ ژانویه ۲۰۰۰  |
| ۱۸۹۵۰۴ | 2000 CZ53     | ۲ فوریه ۲۰۰۰    |
| ۱۸۹۵۰۵ | 2000 CF80     | ۸ فوریه ۲۰۰۰    |
| ۱۸۹۵۰۶ | 2000 CO117    | ۲ فوریه ۲۰۰۰    |
| ۱۸۹۵۰۷ | 2000 DY7      | ۲۸ فوریه ۲۰۰۰   |
| ۱۸۹۵۰۸ | 2000 DL14     | ۲۸ فوریه ۲۰۰۰   |
| ۱۸۹۵۰۹ | 2000 DZ20     | ۲۹ فوریه ۲۰۰۰   |
| ۱۸۹۵۱۰ | 2000 DX53     | ۲۹ فوریه ۲۰۰۰   |
| ۱۸۹۵۱۱ | 2000 DF76     | ۲۹ فوریه ۲۰۰۰   |
| ۱۸۹۵۱۲ | 2000 ES22     | ۳ مارس ۲۰۰۰     |
| ۱۸۹۵۱۳ | 2000 GA49     | ۵ آوریل ۲۰۰۰    |
| ۱۸۹۵۱۴ | 2000 GU113    | ۷ آوریل ۲۰۰۰    |
| ۱۸۹۵۱۵ | 2000 GJ130    | ۵ آوریل ۲۰۰۰    |
| ۱۸۹۵۱۶ | 2000 GJ155    | ۶ آوریل ۲۰۰۰    |
| ۱۸۹۵۱۷ | 2000 HL2      | ۲۵ آوریل ۲۰۰۰   |
| ۱۸۹۵۱۸ | 2000 HC4      | ۲۶ آوریل ۲۰۰۰   |
| ۱۸۹۵۱۹ | 2000 HB71     | ۳۰ آوریل ۲۰۰۰   |
| ۱۸۹۵۲۰ | 2000 KU71     | ۲۸ مه ۲۰۰۰      |
| ۱۸۹۵۲۱ | 2000 OB7      | ۳۰ ژوئیه ۲۰۰۰   |
| ۱۸۹۵۲۲ | 2000 OH22     | ۳۰ ژوئیه ۲۰۰۰   |
| ۱۸۹۵۲۳ | 2000 OM31     | ۳۰ ژوئیه ۲۰۰۰   |
| ۱۸۹۵۲۴ | 2000 OV34     | ۳۰ ژوئیه ۲۰۰۰   |
| ۱۸۹۵۲۵ | 2000 PT3      | ۳ اوت ۲۰۰۰      |
| ۱۸۹۵۲۶ | 2000 PW4      | ۴ اوت ۲۰۰۰      |
| ۱۸۹۵۲۷ | 2000 PX6      | ۴ اوت ۲۰۰۰      |
| ۱۸۹۵۲۸ | 2000 QL33     | ۲۶ اوت ۲۰۰۰     |
| ۱۸۹۵۲۹ | 2000 QA34     | ۲۴ اوت ۲۰۰۰     |
| ۱۸۹۵۳۰ | 2000 QH58     | ۲۶ اوت ۲۰۰۰     |
| ۱۸۹۵۳۱ | 2000 QV70     | ۲۹ اوت ۲۰۰۰     |
| ۱۸۹۵۳۲ | 2000 QK78     | ۲۴ اوت ۲۰۰۰     |
| ۱۸۹۵۳۳ | 2000 QZ84     | ۲۵ اوت ۲۰۰۰     |
| ۱۸۹۵۳۴ | 2000 QH92     | ۲۵ اوت ۲۰۰۰     |
| ۱۸۹۵۳۵ | 2000 QS94     | ۲۶ اوت ۲۰۰۰     |
| ۱۸۹۵۳۶ | 2000 QF95     | ۲۶ اوت ۲۰۰۰     |
| ۱۸۹۵۳۷ | 2000 QX108    | ۲۹ اوت ۲۰۰۰     |
| ۱۸۹۵۳۸ | 2000 QK118    | ۲۵ اوت ۲۰۰۰     |
| ۱۸۹۵۳۹ | 2000 QG130    | ۳۱ اوت ۲۰۰۰     |
| ۱۸۹۵۴۰ | 2000 QZ164    | ۳۱ اوت ۲۰۰۰     |
| ۱۸۹۵۴۱ | 2000 QJ173    | ۳۱ اوت ۲۰۰۰     |
| ۱۸۹۵۴۲ | 2000 QM218    | ۲۰ اوت ۲۰۰۰     |
| ۱۸۹۵۴۲ | 2000 RH       | ۱ سپتامبر ۲۰۰۰  |
| ۱۸۹۵۴۴ | 2000 RV11     | ۳ سپتامبر ۲۰۰۰  |
| ۱۸۹۵۴۵ | 2000 RT36     | ۲ سپتامبر ۲۰۰۰  |
| ۱۸۹۵۴۶ | 2000 RW36     | ۲ سپتامبر ۲۰۰۰  |
| ۱۸۹۵۴۷ | 2000 RN44     | ۳ سپتامبر ۲۰۰۰  |
| ۱۸۹۵۴۸ | 2000 RJ47     | ۳ سپتامبر ۲۰۰۰  |
| ۱۸۹۵۴۹ | 2000 RA67     | ۱ سپتامبر ۲۰۰۰  |
| ۱۸۹۵۵۰ | 2000 RD70     | ۲ سپتامبر ۲۰۰۰  |
| ۱۸۹۵۵۱ | 2000 RF74     | ۲ سپتامبر ۲۰۰۰  |
| ۱۸۹۵۵۲ | 2000 RL77     | ۶ سپتامبر ۲۰۰۰  |
| ۱۸۹۵۵۳ | 2000 ST2      | ۲۰ سپتامبر ۲۰۰۰ |
| ۱۸۹۵۵۴ | 2000 SO26     | ۲۳ سپتامبر ۲۰۰۰ |
| ۱۸۹۵۵۵ | 2000 SY37     | ۲۴ سپتامبر ۲۰۰۰ |
| ۱۸۹۵۵۶ | 2000 SQ47     | ۲۳ سپتامبر ۲۰۰۰ |
| ۱۸۹۵۵۷ | 2000 SU76     | ۲۴ سپتامبر ۲۰۰۰ |
| ۱۸۹۵۵۸ | 2000 SL81     | ۲۴ سپتامبر ۲۰۰۰ |
| ۱۸۹۵۵۹ | 2000 SY90     | ۲۲ سپتامبر ۲۰۰۰ |
| ۱۸۹۵۶۰ | 2000 SW92     | ۲۳ سپتامبر ۲۰۰۰ |
| ۱۸۹۵۶۱ | 2000 SN115    | ۲۴ سپتامبر ۲۰۰۰ |
| ۱۸۹۵۶۲ | 2000 SX212    | ۲۵ سپتامبر ۲۰۰۰ |
| ۱۸۹۵۶۳ | 2000 SG222    | ۲۶ سپتامبر ۲۰۰۰ |
| ۱۸۹۵۶۴ | 2000 SG245    | ۲۴ سپتامبر ۲۰۰۰ |
| ۱۸۹۵۶۵ | 2000 SG273    | ۲۸ سپتامبر ۲۰۰۰ |
| ۱۸۹۵۶۶ | 2000 SQ278    | ۳۰ سپتامبر ۲۰۰۰ |
| ۱۸۹۵۶۷ | 2000 SW310    | ۲۶ سپتامبر ۲۰۰۰ |
| ۱۸۹۵۶۸ | 2000 SN311    | ۲۷ سپتامبر ۲۰۰۰ |
| ۱۸۹۵۶۹ | 2000 SQ312    | ۲۷ سپتامبر ۲۰۰۰ |
| ۱۸۹۵۷۰ | 2000 SW316    | ۳۰ سپتامبر ۲۰۰۰ |
| ۱۸۹۵۷۱ | 2000 SX317    | ۳۰ سپتامبر ۲۰۰۰ |
| ۱۸۹۵۷۲ | 2000 SV351    | ۲۹ سپتامبر ۲۰۰۰ |
| ۱۸۹۵۷۳ | 2000 TV23     | ۲ اکتبر ۲۰۰۰    |
| ۱۸۹۵۷۴ | 2000 TT43     | ۱ اکتبر ۲۰۰۰    |
| ۱۸۹۵۷۵ | 2000 UG14     | ۲۴ اکتبر ۲۰۰۰   |
| ۱۸۹۵۷۶ | 2000 UT29     | ۲۵ اکتبر ۲۰۰۰   |
| ۱۸۹۵۷۷ | 2000 UR42     | ۲۴ اکتبر ۲۰۰۰   |
| ۱۸۹۵۷۸ | 2000 US60     | ۲۵ اکتبر ۲۰۰۰   |
| ۱۸۹۵۷۹ | 2000 UC68     | ۲۵ اکتبر ۲۰۰۰   |
| ۱۸۹۵۸۰ | 2000 UX69     | ۲۵ اکتبر ۲۰۰۰   |
| ۱۸۹۵۸۱ | 2000 UL76     | ۳۰ اکتبر ۲۰۰۰   |
| ۱۸۹۵۸۲ | 2000 VC14     | ۱ نوامبر ۲۰۰۰   |
| ۱۸۹۵۸۳ | 2000 VT34     | ۱ نوامبر ۲۰۰۰   |
| ۱۸۹۵۸۴ | 2000 VR54     | ۳ نوامبر ۲۰۰۰   |
| ۱۸۹۵۸۵ | 2000 VW54     | ۳ نوامبر ۲۰۰۰   |
| ۱۸۹۵۸۶ | 2000 WC5      | ۱۹ نوامبر ۲۰۰۰  |
| ۱۸۹۵۸۷ | 2000 WR7      | ۲۰ نوامبر ۲۰۰۰  |
| ۱۸۹۵۸۸ | 2000 WY7      | ۲۰ نوامبر ۲۰۰۰  |
| ۱۸۹۵۸۹ | 2000 WO16     | ۲۱ نوامبر ۲۰۰۰  |
| ۱۸۹۵۹۰ | 2000 WP24     | ۲۰ نوامبر ۲۰۰۰  |
| ۱۸۹۵۹۱ | 2000 WY37     | ۲۰ نوامبر ۲۰۰۰  |
| ۱۸۹۵۹۲ | 2000 WP39     | ۲۰ نوامبر ۲۰۰۰  |
| ۱۸۹۵۹۳ | 2000 WL73     | ۲۰ نوامبر ۲۰۰۰  |
| ۱۸۹۵۹۴ | 2000 WG79     | ۲۰ نوامبر ۲۰۰۰  |
| ۱۸۹۵۹۵ | 2000 WU86     | ۲۰ نوامبر ۲۰۰۰  |
| ۱۸۹۵۹۶ | 2000 WR98     | ۲۱ نوامبر ۲۰۰۰  |
| ۱۸۹۵۹۷ | 2000 WG119    | ۲۰ نوامبر ۲۰۰۰  |
| ۱۸۹۵۹۸ | 2000 WG120    | ۲۰ نوامبر ۲۰۰۰  |
| ۱۸۹۵۹۹ | 2000 WD126    | ۳۰ نوامبر ۲۰۰۰  |
| ۱۸۹۶۰۰ | 2000 WE139    | ۲۱ نوامبر ۲۰۰۰  |
| ۱۸۹۶۰۱ | 2000 WR155    | ۳۰ نوامبر ۲۰۰۰  |
| ۱۸۹۶۰۲ | 2000 XC2      | ۱ دسامبر ۲۰۰۰   |
| ۱۸۹۶۰۳ | 2000 XN5      | ۱ دسامبر ۲۰۰۰   |
| ۱۸۹۶۰۴ | 2000 XE17     | ۱ دسامبر ۲۰۰۰   |
| ۱۸۹۶۰۵ | 2000 XG23     | ۴ دسامبر ۲۰۰۰   |
| ۱۸۹۶۰۶ | 2000 XV31     | ۴ دسامبر ۲۰۰۰   |
| ۱۸۹۶۰۷ | 2000 XR36     | ۵ دسامبر ۲۰۰۰   |
| ۱۸۹۶۰۸ | 2000 XX36     | ۵ دسامبر ۲۰۰۰   |
| ۱۸۹۶۰۹ | 2000 XX39     | ۵ دسامبر ۲۰۰۰   |
| ۱۸۹۶۱۰ | 2000 YE44     | ۳۰ دسامبر ۲۰۰۰  |
| ۱۸۹۶۱۱ | 2000 YE49     | ۳۰ دسامبر ۲۰۰۰  |
| ۱۸۹۶۱۲ | 2000 YM97     | ۳۰ دسامبر ۲۰۰۰  |
| ۱۸۹۶۱۳ | 2000 YD100    | ۲۵ دسامبر ۲۰۰۰  |
| ۱۸۹۶۱۴ | 2000 YV143    | ۱۹ دسامبر ۲۰۰۰  |
| ۱۸۹۶۱۵ | 2001 AF25     | ۴ ژانویه ۲۰۰۱   |
| ۱۸۹۶۱۶ | 2001 BQ17     | ۱۹ ژانویه ۲۰۰۱  |
| ۱۸۹۶۱۷ | 2001 BV23     | ۲۰ ژانویه ۲۰۰۱  |
| ۱۸۹۶۱۸ | 2001 BD41     | ۲۴ ژانویه ۲۰۰۱  |
| ۱۸۹۶۱۹ | 2001 BW57     | ۲۹ ژانویه ۲۰۰۱  |
| ۱۸۹۶۲۰ | 2001 BH63     | ۲۹ ژانویه ۲۰۰۱  |
| ۱۸۹۶۲۱ | 2001 CL6      | ۱ فوریه ۲۰۰۱    |
| ۱۸۹۶۲۲ | 2001 DZ52     | ۱۷ فوریه ۲۰۰۱   |
| ۱۸۹۶۲۳ | 2001 DK63     | ۱۹ فوریه ۲۰۰۱   |
| ۱۸۹۶۲۴ | 2001 DF82     | ۲۲ فوریه ۲۰۰۱   |
| ۱۸۹۶۲۵ | 2001 FX107    | ۱۸ مارس ۲۰۰۱    |
| ۱۸۹۶۲۶ | 2001 HV25     | ۲۶ آوریل ۲۰۰۱   |
| ۱۸۹۶۲۷ | 2001 HJ54     | ۲۴ آوریل ۲۰۰۱   |
| ۱۸۹۶۲۸ | 2001 KE4      | ۱۷ مه ۲۰۰۱      |
| ۱۸۹۶۲۹ | 2001 KH43     | ۲۲ مه ۲۰۰۱      |
| ۱۸۹۶۳۰ | 2001 LE6      | ۱۵ ژوئن ۲۰۰۱    |
| ۱۸۹۶۳۱ | 2001 LX8      | ۱۵ ژوئن ۲۰۰۱    |
| ۱۸۹۶۳۲ | 2001 NK5      | ۱۳ ژوئیه ۲۰۰۱   |
| ۱۸۹۶۳۳ | 2001 OW6      | ۱۷ ژوئیه ۲۰۰۱   |
| ۱۸۹۶۳۴ | 2001 OV14     | ۲۰ ژوئیه ۲۰۰۱   |
| ۱۸۹۶۳۵ | 2001 OW18     | ۱۷ ژوئیه ۲۰۰۱   |
| ۱۸۹۶۳۶ | 2001 OY18     | ۱۷ ژوئیه ۲۰۰۱   |
| ۱۸۹۶۳۷ | 2001 OT20     | ۲۱ ژوئیه ۲۰۰۱   |
| ۱۸۹۶۳۸ | 2001 OP21     | ۲۱ ژوئیه ۲۰۰۱   |
| ۱۸۹۶۳۹ | 2001 OA25     | ۱۶ ژوئیه ۲۰۰۱   |
| ۱۸۹۶۴۰ | 2001 OO47     | ۱۶ ژوئیه ۲۰۰۱   |
| ۱۸۹۶۴۱ | 2001 OW48     | ۱۶ ژوئیه ۲۰۰۱   |
| ۱۸۹۶۴۲ | 2001 OA66     | ۲۲ ژوئیه ۲۰۰۱   |
| ۱۸۹۶۴۳ | 2001 OH70     | ۱۹ ژوئیه ۲۰۰۱   |
| ۱۸۹۶۴۴ | 2001 OM70     | ۱۹ ژوئیه ۲۰۰۱   |
| ۱۸۹۶۴۵ | 2001 OQ85     | ۲۰ ژوئیه ۲۰۰۱   |
| ۱۸۹۶۴۶ | 2001 OB91     | ۲۵ ژوئیه ۲۰۰۱   |
| ۱۸۹۶۴۷ | 2001 OB97     | ۲۵ ژوئیه ۲۰۰۱   |
| ۱۸۹۶۴۸ | 2001 OV102    | ۲۹ ژوئیه ۲۰۰۱   |
| ۱۸۹۶۴۹ | 2001 OS106    | ۲۹ ژوئیه ۲۰۰۱   |
| ۱۸۹۶۵۰ | 2001 OA107    | ۲۹ ژوئیه ۲۰۰۱   |
| ۱۸۹۶۵۱ | 2001 PU4      | ۶ اوت ۲۰۰۱      |
| ۱۸۹۶۵۲ | 2001 PE26     | ۱۱ اوت ۲۰۰۱     |
| ۱۸۹۶۵۳ | 2001 PR52     | ۱۵ اوت ۲۰۰۱     |
| ۱۸۹۶۵۴ | 2001 QB11     | ۱۶ اوت ۲۰۰۱     |
| ۱۸۹۶۵۵ | 2001 QK36     | ۱۶ اوت ۲۰۰۱     |
| ۱۸۹۶۵۶ | 2001 QZ50     | ۱۶ اوت ۲۰۰۱     |
| ۱۸۹۶۵۷ | 2001 QB54     | ۱۶ اوت ۲۰۰۱     |
| ۱۸۹۶۵۸ | 2001 QQ97     | ۱۷ اوت ۲۰۰۱     |
| ۱۸۹۶۵۹ | 2001 QG115    | ۱۷ اوت ۲۰۰۱     |
| ۱۸۹۶۶۰ | 2001 QV135    | ۲۲ اوت ۲۰۰۱     |
| ۱۸۹۶۶۱ | 2001 QL155    | ۲۳ اوت ۲۰۰۱     |
| ۱۸۹۶۶۲ | 2001 QR170    | ۲۴ اوت ۲۰۰۱     |
| ۱۸۹۶۶۳ | 2001 QO188    | ۲۲ اوت ۲۰۰۱     |
| ۱۸۹۶۶۴ | 2001 QW233    | ۲۴ اوت ۲۰۰۱     |
| ۱۸۹۶۶۵ | 2001 RY6      | ۱۰ سپتامبر ۲۰۰۱ |
| ۱۸۹۶۶۶ | 2001 RF50     | ۱۰ سپتامبر ۲۰۰۱ |
| ۱۸۹۶۶۷ | 2001 RN64     | ۱۰ سپتامبر ۲۰۰۱ |
| ۱۸۹۶۶۸ | 2001 RJ80     | ۱۲ سپتامبر ۲۰۰۱ |
| ۱۸۹۶۶۹ | 2001 RK83     | ۱۱ سپتامبر ۲۰۰۱ |
| ۱۸۹۶۷۰ | 2001 RB100    | ۱۲ سپتامبر ۲۰۰۱ |
| ۱۸۹۶۷۱ | 2001 RW129    | ۱۲ سپتامبر ۲۰۰۱ |
| ۱۸۹۶۷۲ | 2001 RT136    | ۱۲ سپتامبر ۲۰۰۱ |
| ۱۸۹۶۷۳ | 2001 RK155    | ۱۲ سپتامبر ۲۰۰۱ |
| ۱۸۹۶۷۴ | 2001 SN22     | ۱۶ سپتامبر ۲۰۰۱ |
| ۱۸۹۶۷۵ | 2001 SF28     | ۱۶ سپتامبر ۲۰۰۱ |
| ۱۸۹۶۷۶ | 2001 SC35     | ۱۶ سپتامبر ۲۰۰۱ |
| ۱۸۹۶۷۷ | 2001 SU39     | ۱۶ سپتامبر ۲۰۰۱ |
| ۱۸۹۶۷۸ | 2001 SM46     | ۱۶ سپتامبر ۲۰۰۱ |
| ۱۸۹۶۷۹ | 2001 SP47     | ۱۶ سپتامبر ۲۰۰۱ |
| ۱۸۹۶۸۰ | 2001 SX70     | ۱۷ سپتامبر ۲۰۰۱ |
| ۱۸۹۶۸۱ | 2001 SV82     | ۲۰ سپتامبر ۲۰۰۱ |
| ۱۸۹۶۸۲ | 2001 SV83     | ۲۰ سپتامبر ۲۰۰۱ |
| ۱۸۹۶۸۳ | 2001 SR99     | ۲۰ سپتامبر ۲۰۰۱ |
| ۱۸۹۶۸۴ | 2001 SY110    | ۲۰ سپتامبر ۲۰۰۱ |
| ۱۸۹۶۸۵ | 2001 SY113    | ۲۰ سپتامبر ۲۰۰۱ |
| ۱۸۹۶۸۶ | 2001 SB128    | ۱۶ سپتامبر ۲۰۰۱ |
| ۱۸۹۶۸۷ | 2001 SC144    | ۱۶ سپتامبر ۲۰۰۱ |
| ۱۸۹۶۸۸ | 2001 SU160    | ۱۷ سپتامبر ۲۰۰۱ |
| ۱۸۹۶۸۹ | 2001 SN222    | ۱۹ سپتامبر ۲۰۰۱ |
| ۱۸۹۶۹۰ | 2001 SY227    | ۱۹ سپتامبر ۲۰۰۱ |
| ۱۸۹۶۹۱ | 2001 SU258    | ۲۰ سپتامبر ۲۰۰۱ |
| ۱۸۹۶۹۲ | 2001 SR260    | ۲۰ سپتامبر ۲۰۰۱ |
| ۱۸۹۶۹۳ | 2001 SO270    | ۲۷ سپتامبر ۲۰۰۱ |
| ۱۸۹۶۹۴ | 2001 SF276    | ۲۷ سپتامبر ۲۰۰۱ |
| ۱۸۹۶۹۵ | 2001 SH278    | ۲۱ سپتامبر ۲۰۰۱ |
| ۱۸۹۶۹۶ | 2001 SQ280    | ۲۱ سپتامبر ۲۰۰۱ |
| ۱۸۹۶۹۷ | 2001 TY3      | ۷ اکتبر ۲۰۰۱    |
| ۱۸۹۶۹۸ | 2001 TG24     | ۱۴ اکتبر ۲۰۰۱   |
| ۱۸۹۶۹۹ | 2001 TK29     | ۱۴ اکتبر ۲۰۰۱   |
| ۱۸۹۷۰۰ | 2001 TA45     | ۱۴ اکتبر ۲۰۰۱   |
| ۱۸۹۷۰۱ | 2001 TX52     | ۱۳ اکتبر ۲۰۰۱   |
| ۱۸۹۷۰۲ | 2001 TQ85     | ۱۴ اکتبر ۲۰۰۱   |
| ۱۸۹۷۰۳ | 2001 TS96     | ۱۴ اکتبر ۲۰۰۱   |
| ۱۸۹۷۰۴ | 2001 TN110    | ۱۴ اکتبر ۲۰۰۱   |
| ۱۸۹۷۰۵ | 2001 TP122    | ۱۵ اکتبر ۲۰۰۱   |
| ۱۸۹۷۰۶ | 2001 TE134    | ۱۲ اکتبر ۲۰۰۱   |
| ۱۸۹۷۰۷ | 2001 TD148    | ۱۰ اکتبر ۲۰۰۱   |
| ۱۸۹۷۰۸ | 2001 TH149    | ۱۰ اکتبر ۲۰۰۱   |
| ۱۸۹۷۰۹ | 2001 TC158    | ۱۰ اکتبر ۲۰۰۱   |
| ۱۸۹۷۱۰ | 2001 TH168    | ۱۵ اکتبر ۲۰۰۱   |
| ۱۸۹۷۱۱ | 2001 TT173    | ۱۴ اکتبر ۲۰۰۱   |
| ۱۸۹۷۱۲ | 2001 TE183    | ۱۴ اکتبر ۲۰۰۱   |
| ۱۸۹۷۱۳ | 2001 TD198    | ۱۱ اکتبر ۲۰۰۱   |
| ۱۸۹۷۱۴ | 2001 TL229    | ۱۵ اکتبر ۲۰۰۱   |
| ۱۸۹۷۱۵ | 2001 UX12     | ۲۴ اکتبر ۲۰۰۱   |
| ۱۸۹۷۱۶ | 2001 UT14     | ۲۴ اکتبر ۲۰۰۱   |
| ۱۸۹۷۱۷ | 2001 UD41     | ۱۷ اکتبر ۲۰۰۱   |
| ۱۸۹۷۱۸ | 2001 UV46     | ۱۷ اکتبر ۲۰۰۱   |
| ۱۸۹۷۱۹ | 2001 UW96     | ۱۷ اکتبر ۲۰۰۱   |
| ۱۸۹۷۲۰ | 2001 UA155    | ۲۳ اکتبر ۲۰۰۱   |
| ۱۸۹۷۲۱ | 2001 UL158    | ۲۳ اکتبر ۲۰۰۱   |
| ۱۸۹۷۲۲ | 2001 UN167    | ۱۹ اکتبر ۲۰۰۱   |
| ۱۸۹۷۲۳ | 2001 UB178    | ۲۴ اکتبر ۲۰۰۱   |
| ۱۸۹۷۲۴ | 2001 VA13     | ۱۰ نوامبر ۲۰۰۱  |
| ۱۸۹۷۲۵ | 2001 VB30     | ۹ نوامبر ۲۰۰۱   |
| ۱۸۹۷۲۶ | 2001 VD55     | ۱۰ نوامبر ۲۰۰۱  |
| ۱۸۹۷۲۷ | 2001 VJ77     | ۹ نوامبر ۲۰۰۱   |
| ۱۸۹۷۲۸ | 2001 VW110    | ۱۲ نوامبر ۲۰۰۱  |
| ۱۸۹۷۲۹ | 2001 WV8      | ۱۷ نوامبر ۲۰۰۱  |
| ۱۸۹۷۳۰ | 2001 WW11     | ۱۷ نوامبر ۲۰۰۱  |
| ۱۸۹۷۳۱ | 2001 WE47     | ۱۶ نوامبر ۲۰۰۱  |
| ۱۸۹۷۳۲ | 2001 WG60     | ۱۹ نوامبر ۲۰۰۱  |
| ۱۸۹۷۳۳ | 2001 XU2      | ۸ دسامبر ۲۰۰۱   |
| ۱۸۹۷۳۴ | 2001 XV16     | ۹ دسامبر ۲۰۰۱   |
| ۱۸۹۷۳۵ | 2001 XJ55     | ۱۰ دسامبر ۲۰۰۱  |
| ۱۸۹۷۳۶ | 2001 XP55     | ۱۰ دسامبر ۲۰۰۱  |
| ۱۸۹۷۳۷ | 2001 XA71     | ۱۱ دسامبر ۲۰۰۱  |
| ۱۸۹۷۳۸ | 2001 XO71     | ۱۱ دسامبر ۲۰۰۱  |
| ۱۸۹۷۳۹ | 2001 XV75     | ۱۱ دسامبر ۲۰۰۱  |
| ۱۸۹۷۴۰ | 2001 XA80     | ۱۱ دسامبر ۲۰۰۱  |
| ۱۸۹۷۴۱ | 2001 XG97     | ۱۰ دسامبر ۲۰۰۱  |
| ۱۸۹۷۴۲ | 2001 XM120    | ۱۴ دسامبر ۲۰۰۱  |
| ۱۸۹۷۴۳ | 2001 XZ134    | ۱۴ دسامبر ۲۰۰۱  |
| ۱۸۹۷۴۴ | 2001 XF199    | ۱۴ دسامبر ۲۰۰۱  |
| ۱۸۹۷۴۵ | 2001 XR240    | ۱۵ دسامبر ۲۰۰۱  |
| ۱۸۹۷۴۶ | 2001 YV41     | ۱۸ دسامبر ۲۰۰۱  |
| ۱۸۹۷۴۷ | 2001 YM45     | ۱۸ دسامبر ۲۰۰۱  |
| ۱۸۹۷۴۸ | 2001 YR52     | ۱۸ دسامبر ۲۰۰۱  |
| ۱۸۹۷۴۹ | 2001 YS84     | ۱۸ دسامبر ۲۰۰۱  |
| ۱۸۹۷۵۰ | 2001 YT109    | ۱۸ دسامبر ۲۰۰۱  |
| ۱۸۹۷۵۱ | 2001 YJ121    | ۱۷ دسامبر ۲۰۰۱  |
| ۱۸۹۷۵۲ | 2001 YB125    | ۱۷ دسامبر ۲۰۰۱  |
| ۱۸۹۷۵۳ | 2001 YS127    | ۱۷ دسامبر ۲۰۰۱  |
| ۱۸۹۷۵۴ | 2002 AB42     | ۹ ژانویه ۲۰۰۲   |
| ۱۸۹۷۵۵ | 2002 AM43     | ۹ ژانویه ۲۰۰۲   |
| ۱۸۹۷۵۶ | 2002 AN53     | ۹ ژانویه ۲۰۰۲   |
| ۱۸۹۷۵۷ | 2002 AE82     | ۹ ژانویه ۲۰۰۲   |
| ۱۸۹۷۵۸ | 2002 AA98     | ۸ ژانویه ۲۰۰۲   |
| ۱۸۹۷۵۹ | 2002 AT133    | ۹ ژانویه ۲۰۰۲   |
| ۱۸۹۷۶۰ | 2002 AK139    | ۹ ژانویه ۲۰۰۲   |
| ۱۸۹۷۶۱ | 2002 AR155    | ۱۴ ژانویه ۲۰۰۲  |
| ۱۸۹۷۶۲ | 2002 AF157    | ۱۳ ژانویه ۲۰۰۲  |
| ۱۸۹۷۶۳ | 2002 AV160    | ۱۳ ژانویه ۲۰۰۲  |
| ۱۸۹۷۶۴ | 2002 AS191    | ۱۲ ژانویه ۲۰۰۲  |
| ۱۸۹۷۶۵ | 2002 BC11     | ۱۸ ژانویه ۲۰۰۲  |
| ۱۸۹۷۶۶ | 2002 BK19     | ۲۱ ژانویه ۲۰۰۲  |
| ۱۸۹۷۶۷ | 2002 CH3      | ۳ فوریه ۲۰۰۲    |
| ۱۸۹۷۶۸ | 2002 CF40     | ۶ فوریه ۲۰۰۲    |
| ۱۸۹۷۶۹ | 2002 CT71     | ۷ فوریه ۲۰۰۲    |
| ۱۸۹۷۷۰ | 2002 CL73     | ۷ فوریه ۲۰۰۲    |
| ۱۸۹۷۷۱ | 2002 CY74     | ۷ فوریه ۲۰۰۲    |
| ۱۸۹۷۷۲ | 2002 CQ78     | ۷ فوریه ۲۰۰۲    |
| ۱۸۹۷۷۳ | 2002 CN123    | ۷ فوریه ۲۰۰۲    |
| ۱۸۹۷۷۴ | 2002 CY124    | ۷ فوریه ۲۰۰۲    |
| ۱۸۹۷۷۵ | 2002 CQ130    | ۷ فوریه ۲۰۰۲    |
| ۱۸۹۷۷۶ | 2002 CM140    | ۸ فوریه ۲۰۰۲    |
| ۱۸۹۷۷۷ | 2002 CK175    | ۱۰ فوریه ۲۰۰۲   |
| ۱۸۹۷۷۸ | 2002 CW200    | ۱۰ فوریه ۲۰۰۲   |
| ۱۸۹۷۷۹ | 2002 CJ203    | ۱۰ فوریه ۲۰۰۲   |
| ۱۸۹۷۸۰ | 2002 CA275    | ۸ فوریه ۲۰۰۲    |
| ۱۸۹۷۸۱ | 2002 CF278    | ۷ فوریه ۲۰۰۲    |
| ۱۸۹۷۸۲ | 2002 CX299    | ۱۱ فوریه ۲۰۰۲   |
| ۱۸۹۷۸۳ | 2002 CC302    | ۱۲ فوریه ۲۰۰۲   |
| ۱۸۹۷۸۴ | 2002 DE2      | ۱۹ فوریه ۲۰۰۲   |
| ۱۸۹۷۸۵ | 2002 DG3      | ۲۱ فوریه ۲۰۰۲   |
| ۱۸۹۷۸۶ | 2002 DX3      | ۲۲ فوریه ۲۰۰۲   |
| ۱۸۹۷۸۷ | 2002 EA2      | ۹ مارس ۲۰۰۲     |
| ۱۸۹۷۸۸ | 2002 ER27     | ۹ مارس ۲۰۰۲     |
| ۱۸۹۷۸۹ | 2002 EV46     | ۱۱ مارس ۲۰۰۲    |
| ۱۸۹۷۹۰ | 2002 EU127    | ۱۲ مارس ۲۰۰۲    |
| ۱۸۹۷۹۱ | 2002 EW140    | ۱۲ مارس ۲۰۰۲    |
| ۱۸۹۷۹۲ | 2002 EG141    | ۱۲ مارس ۲۰۰۲    |
| ۱۸۹۷۹۳ | 2002 ET148    | ۱۵ مارس ۲۰۰۲    |
| ۱۸۹۷۹۴ | 2002 EN154    | ۱۳ مارس ۲۰۰۲    |
| ۱۸۹۷۹۵ | 2002 ER159    | ۵ مارس ۲۰۰۲     |
| ۱۸۹۷۹۶ | 2002 GL2      | ۷ آوریل ۲۰۰۲    |
| ۱۸۹۷۹۷ | 2002 GV50     | ۵ آوریل ۲۰۰۲    |
| ۱۸۹۷۹۸ | 2002 GH131    | ۱۲ آوریل ۲۰۰۲   |
| ۱۸۹۷۹۹ | 2002 GL139    | ۱۳ آوریل ۲۰۰۲   |
| ۱۸۹۸۰۰ | 2002 GU149    | ۱۴ آوریل ۲۰۰۲   |
| ۱۸۹۸۰۱ | 2002 JT45     | ۹ مه ۲۰۰۲       |
| ۱۸۹۸۰۲ | 2002 JH81     | ۱۱ مه ۲۰۰۲      |
| ۱۸۹۸۰۳ | 2002 JW87     | ۱۱ مه ۲۰۰۲      |
| ۱۸۹۸۰۴ | 2002 JH101    | ۷ مه ۲۰۰۲       |
| ۱۸۹۸۰۵ | 2002 JU114    | ۱۳ مه ۲۰۰۲      |
| ۱۸۹۸۰۶ | 2002 JX148    | ۹ مه ۲۰۰۲       |
| ۱۸۹۸۰۷ | 2002 KR12     | ۱۷ مه ۲۰۰۲      |
| ۱۸۹۸۰۸ | 2002 KU14     | ۳۰ مه ۲۰۰۲      |
| ۱۸۹۸۰۹ | 2002 LO19     | ۶ ژوئن ۲۰۰۲     |
| ۱۸۹۸۱۰ | 2002 LJ32     | ۹ ژوئن ۲۰۰۲     |
| ۱۸۹۸۱۱ | 2002 LB53     | ۸ ژوئن ۲۰۰۲     |
| ۱۸۹۸۱۲ | 2002 NQ4      | ۹ ژوئیه ۲۰۰۲    |
| ۱۸۹۸۱۳ | 2002 NB12     | ۴ ژوئیه ۲۰۰۲    |
| ۱۸۹۸۱۴ | 2002 NU22     | ۹ ژوئیه ۲۰۰۲    |
| ۱۸۹۸۱۵ | 2002 NK28     | ۱۲ ژوئیه ۲۰۰۲   |
| ۱۸۹۸۱۶ | 2002 NT28     | ۱۳ ژوئیه ۲۰۰۲   |
| ۱۸۹۸۱۷ | 2002 NW30     | ۸ ژوئیه ۲۰۰۲    |
| ۱۸۹۸۱۸ | 2002 NL33     | ۱۳ ژوئیه ۲۰۰۲   |
| ۱۸۹۸۱۹ | 2002 NC60     | ۱۴ ژوئیه ۲۰۰۲   |
| ۱۸۹۸۲۰ | 2002 OG7      | ۲۰ ژوئیه ۲۰۰۲   |
| ۱۸۹۸۲۱ | 2002 OC18     | ۱۸ ژوئیه ۲۰۰۲   |
| ۱۸۹۸۲۲ | 2002 PR57     | ۹ اوت ۲۰۰۲      |
| ۱۸۹۸۲۳ | 2002 PU76     | ۱۱ اوت ۲۰۰۲     |
| ۱۸۹۸۲۴ | 2002 PE99     | ۱۴ اوت ۲۰۰۲     |
| ۱۸۹۸۲۵ | 2002 QC16     | ۲۶ اوت ۲۰۰۲     |
| ۱۸۹۸۲۶ | 2002 RN177    | ۱۳ سپتامبر ۲۰۰۲ |
| ۱۸۹۸۲۷ | 2002 TE53     | ۲ اکتبر ۲۰۰۲    |
| ۱۸۹۸۲۸ | 2002 TD266    | ۱۰ اکتبر ۲۰۰۲   |
| ۱۸۹۸۲۹ | 2002 VQ6      | ۵ نوامبر ۲۰۰۲   |
| ۱۸۹۸۳۰ | 2002 VL14     | ۵ نوامبر ۲۰۰۲   |
| ۱۸۹۸۳۱ | 2002 VW94     | ۱۳ نوامبر ۲۰۰۲  |
| ۱۸۹۸۳۲ | 2002 XL25     | ۵ دسامبر ۲۰۰۲   |
| ۱۸۹۸۳۳ | 2002 XD106    | ۵ دسامبر ۲۰۰۲   |
| ۱۸۹۸۳۴ | 2002 YL22     | ۳۱ دسامبر ۲۰۰۲  |
| ۱۸۹۸۳۵ | 2002 YJ27     | ۳۱ دسامبر ۲۰۰۲  |
| ۱۸۹۸۳۶ | 2003 AN29     | ۴ ژانویه ۲۰۰۳   |
| ۱۸۹۸۳۷ | 2003 AU51     | ۵ ژانویه ۲۰۰۳   |
| ۱۸۹۸۳۸ | 2003 AM79     | ۱۱ ژانویه ۲۰۰۳  |
| ۱۸۹۸۳۹ | 2003 AQ83     | ۴ ژانویه ۲۰۰۳   |
| ۱۸۹۸۴۰ | 2003 BC9      | ۲۶ ژانویه ۲۰۰۳  |
| ۱۸۹۸۴۱ | 2003 BS14     | ۲۶ ژانویه ۲۰۰۳  |
| ۱۸۹۸۴۲ | 2003 BA52     | ۲۷ ژانویه ۲۰۰۳  |
| ۱۸۹۸۴۳ | 2003 BK65     | ۳۰ ژانویه ۲۰۰۳  |
| ۱۸۹۸۴۴ | 2003 DO7      | ۲۲ فوریه ۲۰۰۳   |
| ۱۸۹۸۴۵ | 2003 EA12     | ۶ مارس ۲۰۰۳     |
| ۱۸۹۸۴۶ | 2003 ES30     | ۶ مارس ۲۰۰۳     |
| ۱۸۹۸۴۷ | 2003 EW34     | ۷ مارس ۲۰۰۳     |
| ۱۸۹۸۴۸ | 2003 FF2      | ۲۳ مارس ۲۰۰۳    |
| ۱۸۹۸۴۹ | 2003 FX3      | ۲۵ مارس ۲۰۰۳    |
| ۱۸۹۸۵۰ | 2003 FE68     | ۲۶ مارس ۲۰۰۳    |
| ۱۸۹۸۵۱ | 2003 FT74     | ۲۶ مارس ۲۰۰۳    |
| ۱۸۹۸۵۲ | 2003 FB81     | ۲۷ مارس ۲۰۰۳    |
| ۱۸۹۸۵۳ | 2003 FF102    | ۳۱ مارس ۲۰۰۳    |
| ۱۸۹۸۵۴ | 2003 FR105    | ۲۶ مارس ۲۰۰۳    |
| ۱۸۹۸۵۵ | 2003 GQ9      | ۲ آوریل ۲۰۰۳    |
| ۱۸۹۸۵۶ | 2003 GV35     | ۵ آوریل ۲۰۰۳    |
| ۱۸۹۸۵۷ | 2003 GV55     | ۴ آوریل ۲۰۰۳    |
| ۱۸۹۸۵۸ | 2003 HX1      | ۲۳ آوریل ۲۰۰۳   |
| ۱۸۹۸۵۹ | 2003 HB17     | ۲۴ آوریل ۲۰۰۳   |
| ۱۸۹۸۶۰ | 2003 HF27     | ۲۷ آوریل ۲۰۰۳   |
| ۱۸۹۸۶۱ | 2003 HW34     | ۲۶ آوریل ۲۰۰۳   |
| ۱۸۹۸۶۲ | 2003 HB38     | ۲۸ آوریل ۲۰۰۳   |
| ۱۸۹۸۶۳ | 2003 HC52     | ۳۰ آوریل ۲۰۰۳   |
| ۱۸۹۸۶۴ | 2003 JO9      | ۲ مه ۲۰۰۳       |
| ۱۸۹۸۶۴ | 2003 NC       | ۱ ژوئیه ۲۰۰۳    |
| ۱۸۹۸۶۶ | 2003 PK1      | ۱ اوت ۲۰۰۳      |
| ۱۸۹۸۶۷ | 2003 QV2      | ۱۹ اوت ۲۰۰۳     |
| ۱۸۹۸۶۸ | 2003 QW3      | ۱۸ اوت ۲۰۰۳     |
| ۱۸۹۸۶۹ | 2003 QO15     | ۲۰ اوت ۲۰۰۳     |
| ۱۸۹۸۷۰ | 2003 QO21     | ۲۲ اوت ۲۰۰۳     |
| ۱۸۹۸۷۱ | 2003 QV22     | ۲۰ اوت ۲۰۰۳     |
| ۱۸۹۸۷۲ | 2003 QY22     | ۲۰ اوت ۲۰۰۳     |
| ۱۸۹۸۷۳ | 2003 QO31     | ۲۱ اوت ۲۰۰۳     |
| ۱۸۹۸۷۴ | 2003 QY47     | ۲۰ اوت ۲۰۰۳     |
| ۱۸۹۸۷۵ | 2003 QT60     | ۲۳ اوت ۲۰۰۳     |
| ۱۸۹۸۷۶ | 2003 QE64     | ۲۳ اوت ۲۰۰۳     |
| ۱۸۹۸۷۷ | 2003 QR94     | ۲۸ اوت ۲۰۰۳     |
| ۱۸۹۸۷۸ | 2003 QV95     | ۳۰ اوت ۲۰۰۳     |
| ۱۸۹۸۷۸ | 2003 RT       | ۲ سپتامبر ۲۰۰۳  |
| ۱۸۹۸۸۰ | 2003 RV4      | ۳ سپتامبر ۲۰۰۳  |
| ۱۸۹۸۸۱ | 2003 RG11     | ۱۳ سپتامبر ۲۰۰۳ |
| ۱۸۹۸۸۲ | 2003 RZ12     | ۱۴ سپتامبر ۲۰۰۳ |
| ۱۸۹۸۸۳ | 2003 RV13     | ۱۵ سپتامبر ۲۰۰۳ |
| ۱۸۹۸۸۴ | 2003 RF16     | ۱۵ سپتامبر ۲۰۰۳ |
| ۱۸۹۸۸۵ | 2003 RO17     | ۱۵ سپتامبر ۲۰۰۳ |
| ۱۸۹۸۸۶ | 2003 RY17     | ۱۵ سپتامبر ۲۰۰۳ |
| ۱۸۹۸۸۷ | 2003 RF22     | ۱۴ سپتامبر ۲۰۰۳ |
| ۱۸۹۸۸۸ | 2003 SQ17     | ۱۷ سپتامبر ۲۰۰۳ |
| ۱۸۹۸۸۹ | 2003 SF25     | ۱۷ سپتامبر ۲۰۰۳ |
| ۱۸۹۸۹۰ | 2003 SY25     | ۱۷ سپتامبر ۲۰۰۳ |
| ۱۸۹۸۹۱ | 2003 SR28     | ۱۸ سپتامبر ۲۰۰۳ |
| ۱۸۹۸۹۲ | 2003 SZ29     | ۱۸ سپتامبر ۲۰۰۳ |
| ۱۸۹۸۹۳ | 2003 SZ35     | ۱۸ سپتامبر ۲۰۰۳ |
| ۱۸۹۸۹۴ | 2003 SX38     | ۱۶ سپتامبر ۲۰۰۳ |
| ۱۸۹۸۹۵ | 2003 SD40     | ۱۶ سپتامبر ۲۰۰۳ |
| ۱۸۹۸۹۶ | 2003 SU47     | ۱۸ سپتامبر ۲۰۰۳ |
| ۱۸۹۸۹۷ | 2003 SS50     | ۱۸ سپتامبر ۲۰۰۳ |
| ۱۸۹۸۹۸ | 2003 SO54     | ۱۶ سپتامبر ۲۰۰۳ |
| ۱۸۹۸۹۹ | 2003 SG55     | ۱۶ سپتامبر ۲۰۰۳ |
| ۱۸۹۹۰۰ | 2003 SD63     | ۱۷ سپتامبر ۲۰۰۳ |
| ۱۸۹۹۰۱ | 2003 SQ86     | ۱۶ سپتامبر ۲۰۰۳ |
| ۱۸۹۹۰۲ | 2003 SN95     | ۱۹ سپتامبر ۲۰۰۳ |
| ۱۸۹۹۰۳ | 2003 SW95     | ۱۹ سپتامبر ۲۰۰۳ |
| ۱۸۹۹۰۴ | 2003 SM99     | ۱۹ سپتامبر ۲۰۰۳ |
| ۱۸۹۹۰۵ | 2003 SO99     | ۱۹ سپتامبر ۲۰۰۳ |
| ۱۸۹۹۰۶ | 2003 SU100    | ۲۰ سپتامبر ۲۰۰۳ |
| ۱۸۹۹۰۷ | 2003 SH108    | ۲۰ سپتامبر ۲۰۰۳ |
| ۱۸۹۹۰۸ | 2003 SQ109    | ۲۰ سپتامبر ۲۰۰۳ |
| ۱۸۹۹۰۹ | 2003 SB110    | ۲۰ سپتامبر ۲۰۰۳ |
| ۱۸۹۹۱۰ | 2003 SO110    | ۲۰ سپتامبر ۲۰۰۳ |
| ۱۸۹۹۱۱ | 2003 ST115    | ۱۶ سپتامبر ۲۰۰۳ |
| ۱۸۹۹۱۲ | 2003 SJ117    | ۱۶ سپتامبر ۲۰۰۳ |
| ۱۸۹۹۱۳ | 2003 SR117    | ۱۶ سپتامبر ۲۰۰۳ |
| ۱۸۹۹۱۴ | 2003 SZ118    | ۱۶ سپتامبر ۲۰۰۳ |
| ۱۸۹۹۱۵ | 2003 SM138    | ۲۰ سپتامبر ۲۰۰۳ |
| ۱۸۹۹۱۶ | 2003 SD141    | ۱۹ سپتامبر ۲۰۰۳ |
| ۱۸۹۹۱۷ | 2003 SV141    | ۲۰ سپتامبر ۲۰۰۳ |
| ۱۸۹۹۱۸ | 2003 SH143    | ۲۰ سپتامبر ۲۰۰۳ |
| ۱۸۹۹۱۹ | 2003 SY144    | ۱۹ سپتامبر ۲۰۰۳ |
| ۱۸۹۹۲۰ | 2003 SE150    | ۱۷ سپتامبر ۲۰۰۳ |
| ۱۸۹۹۲۱ | 2003 SW154    | ۱۹ سپتامبر ۲۰۰۳ |
| ۱۸۹۹۲۲ | 2003 SW160    | ۱۷ سپتامبر ۲۰۰۳ |
| ۱۸۹۹۲۳ | 2003 SD169    | ۲۳ سپتامبر ۲۰۰۳ |
| ۱۸۹۹۲۴ | 2003 SM172    | ۱۸ سپتامبر ۲۰۰۳ |
| ۱۸۹۹۲۵ | 2003 SC174    | ۱۸ سپتامبر ۲۰۰۳ |
| ۱۸۹۹۲۶ | 2003 SP183    | ۲۱ سپتامبر ۲۰۰۳ |
| ۱۸۹۹۲۷ | 2003 SH191    | ۱۸ سپتامبر ۲۰۰۳ |
| ۱۸۹۹۲۸ | 2003 SV191    | ۱۹ سپتامبر ۲۰۰۳ |
| ۱۸۹۹۲۹ | 2003 SW191    | ۱۹ سپتامبر ۲۰۰۳ |
| ۱۸۹۹۳۰ | Jeanneherbert | ۲۲ سپتامبر ۲۰۰۳ |
| ۱۸۹۹۳۱ | 2003 SE202    | ۲۲ سپتامبر ۲۰۰۳ |
| ۱۸۹۹۳۲ | 2003 SX203    | ۲۲ سپتامبر ۲۰۰۳ |
| ۱۸۹۹۳۳ | 2003 SW208    | ۲۳ سپتامبر ۲۰۰۳ |
| ۱۸۹۹۳۴ | 2003 SW213    | ۲۶ سپتامبر ۲۰۰۳ |
| ۱۸۹۹۳۵ | 2003 SH230    | ۲۴ سپتامبر ۲۰۰۳ |
| ۱۸۹۹۳۶ | 2003 SO243    | ۲۸ سپتامبر ۲۰۰۳ |
| ۱۸۹۹۳۷ | 2003 SK270    | ۲۴ سپتامبر ۲۰۰۳ |
| ۱۸۹۹۳۸ | 2003 SS275    | ۲۹ سپتامبر ۲۰۰۳ |
| ۱۸۹۹۳۹ | 2003 SF286    | ۲۰ سپتامبر ۲۰۰۳ |
| ۱۸۹۹۴۰ | 2003 SV291    | ۳۰ سپتامبر ۲۰۰۳ |
| ۱۸۹۹۴۱ | 2003 SJ294    | ۲۸ سپتامبر ۲۰۰۳ |
| ۱۸۹۹۴۲ | 2003 SC297    | ۱۸ سپتامبر ۲۰۰۳ |
| ۱۸۹۹۴۳ | 2003 SD297    | ۱۸ سپتامبر ۲۰۰۳ |
| ۱۸۹۹۴۳ | 2003 TX       | ۳ اکتبر ۲۰۰۳    |
| ۱۸۹۹۴۵ | 2003 TP3      | ۴ اکتبر ۲۰۰۳    |
| ۱۸۹۹۴۶ | 2003 TO10     | ۱۴ اکتبر ۲۰۰۳   |
| ۱۸۹۹۴۷ | 2003 TF17     | ۱۵ اکتبر ۲۰۰۳   |
| ۱۸۹۹۴۸ | Richswanson   | ۱۶ اکتبر ۲۰۰۳   |
| ۱۸۹۹۴۹ | 2003 UY4      | ۱۷ اکتبر ۲۰۰۳   |
| ۱۸۹۹۵۰ | 2003 UC7      | ۱۶ اکتبر ۲۰۰۳   |
| ۱۸۹۹۵۱ | 2003 UX23     | ۲۲ اکتبر ۲۰۰۳   |
| ۱۸۹۹۵۲ | 2003 UM35     | ۱۶ اکتبر ۲۰۰۳   |
| ۱۸۹۹۵۳ | 2003 UA56     | ۱۹ اکتبر ۲۰۰۳   |
| ۱۸۹۹۵۴ | 2003 UA59     | ۱۶ اکتبر ۲۰۰۳   |
| ۱۸۹۹۵۵ | 2003 UQ60     | ۱۶ اکتبر ۲۰۰۳   |
| ۱۸۹۹۵۶ | 2003 UX62     | ۱۶ اکتبر ۲۰۰۳   |
| ۱۸۹۹۵۷ | 2003 UZ62     | ۱۶ اکتبر ۲۰۰۳   |
| ۱۸۹۹۵۸ | 2003 UK64     | ۱۶ اکتبر ۲۰۰۳   |
| ۱۸۹۹۵۹ | 2003 UQ65     | ۱۶ اکتبر ۲۰۰۳   |
| ۱۸۹۹۶۰ | 2003 UE75     | ۱۷ اکتبر ۲۰۰۳   |
| ۱۸۹۹۶۱ | 2003 UJ87     | ۱۹ اکتبر ۲۰۰۳   |
| ۱۸۹۹۶۲ | 2003 UF124    | ۲۰ اکتبر ۲۰۰۳   |
| ۱۸۹۹۶۳ | 2003 UA143    | ۱۸ اکتبر ۲۰۰۳   |
| ۱۸۹۹۶۴ | 2003 UB190    | ۲۲ اکتبر ۲۰۰۳   |
| ۱۸۹۹۶۵ | 2003 UB194    | ۲۰ اکتبر ۲۰۰۳   |
| ۱۸۹۹۶۶ | 2003 UV200    | ۲۱ اکتبر ۲۰۰۳   |
| ۱۸۹۹۶۷ | 2003 UL220    | ۲۱ اکتبر ۲۰۰۳   |
| ۱۸۹۹۶۸ | 2003 UG256    | ۲۵ اکتبر ۲۰۰۳   |
| ۱۸۹۹۶۹ | 2003 UP276    | ۳۰ اکتبر ۲۰۰۳   |
| ۱۸۹۹۷۰ | 2003 WJ74     | ۲۰ نوامبر ۲۰۰۳  |
| ۱۸۹۹۷۱ | 2003 WF86     | ۲۱ نوامبر ۲۰۰۳  |
| ۱۸۹۹۷۲ | 2003 WB154    | ۲۹ نوامبر ۲۰۰۳  |
| ۱۸۹۹۷۳ | 2003 XE11     | ۱۳ دسامبر ۲۰۰۳  |
| ۱۸۹۹۷۴ | 2003 XU34     | ۳ دسامبر ۲۰۰۳   |
| ۱۸۹۹۷۵ | 2003 YN62     | ۱۹ دسامبر ۲۰۰۳  |
| ۱۸۹۹۷۶ | 2004 BU27     | ۱۸ ژانویه ۲۰۰۴  |
| ۱۸۹۹۷۷ | 2004 CB32     | ۱۲ فوریه ۲۰۰۴   |
| ۱۸۹۹۷۸ | 2004 CL77     | ۱۱ فوریه ۲۰۰۴   |
| ۱۸۹۹۷۹ | 2004 DG18     | ۱۸ فوریه ۲۰۰۴   |
| ۱۸۹۹۸۰ | 2004 DH24     | ۱۹ فوریه ۲۰۰۴   |
| ۱۸۹۹۸۱ | 2004 DM31     | ۱۷ فوریه ۲۰۰۴   |
| ۱۸۹۹۸۲ | 2004 EE20     | ۱۴ مارس ۲۰۰۴    |
| ۱۸۹۹۸۳ | 2004 ER44     | ۱۵ مارس ۲۰۰۴    |
| ۱۸۹۹۸۴ | 2004 EX67     | ۱۵ مارس ۲۰۰۴    |
| ۱۸۹۹۸۵ | 2004 FL2      | ۱۶ مارس ۲۰۰۴    |
| ۱۸۹۹۸۶ | 2004 FR3      | ۱۸ مارس ۲۰۰۴    |
| ۱۸۹۹۸۷ | 2004 FP5      | ۱۹ مارس ۲۰۰۴    |
| ۱۸۹۹۸۸ | 2004 FR28     | ۲۳ مارس ۲۰۰۴    |
| ۱۸۹۹۸۹ | 2004 FX80     | ۱۶ مارس ۲۰۰۴    |
| ۱۸۹۹۹۰ | 2004 FF146    | ۳۱ مارس ۲۰۰۴    |
| ۱۸۹۹۹۰ | 2004 GR       | ۹ آوریل ۲۰۰۴    |
| ۱۸۹۹۹۲ | 2004 GA22     | ۱۲ آوریل ۲۰۰۴   |
| ۱۸۹۹۹۳ | 2004 GO29     | ۱۲ آوریل ۲۰۰۴   |
| ۱۸۹۹۹۴ | 2004 GH33     | ۱۲ آوریل ۲۰۰۴   |
| ۱۸۹۹۹۵ | 2004 GJ38     | ۱۵ آوریل ۲۰۰۴   |
| ۱۸۹۹۹۶ | 2004 GW60     | ۱۴ آوریل ۲۰۰۴   |
| ۱۸۹۹۹۷ | 2004 HF3      | ۱۶ آوریل ۲۰۰۴   |
| ۱۸۹۹۹۸ | 2004 HX6      | ۱۶ آوریل ۲۰۰۴   |
| ۱۸۹۹۹۹ | 2004 HB11     | ۱۹ آوریل ۲۰۰۴   |
| ۱۹۰۰۰۰ | 2004 HG19     | ۱۹ آوریل ۲۰۰۴   |